# Cueva de Altamira
La cueva de Altamira es una cavidad natural en la roca en la que se conserva uno de los ciclos pictóricos y artísticos más importantes de la prehistoria. Forma parte del conjunto cueva de Altamira y arte rupestre paleolítico de la cornisa cantábrica, declarado Patrimonio de la Humanidad por la Unesco. Está situada en el municipio español de Santillana del Mar, en Cantabria, a unos dos kilómetros del centro urbano, en un prado del que tomó el nombre.
Desde su descubrimiento, en 1868, por Modesto Cubillas y su posterior estudio por Marcelino Sanz de Sautuola ha sido excavada y estudiada por los principales prehistoriadores de cada una de las épocas una vez que fue admitida su atribución al Paleolítico.
Las pinturas y grabados de la cueva pertenecen, principalmente a los períodos Magdaleniense y Solutrense y, algunos otros, al Gravetiense y al comienzo del Auriñaciense, esto último según pruebas utilizando series de uranio. De esta forma se puede asegurar que la cueva fue utilizada durante varios periodos, sumando 22 000 años de ocupación, desde hace unos 36 500 hasta hace 13 000 años, cuando la entrada principal de la cueva quedó sellada por un derrumbe, todos dentro del Paleolítico superior.
El estilo de gran parte de sus obras se enmarca en la denominada «escuela franco-cantábrica», caracterizada por el realismo de las figuras representadas. Contiene pinturas polícromas, grabados, pinturas negras, rojas y ocres que representan animales, figuras antropomorfas, dibujos abstractos y no figurativos.
En cuanto a su techo de los polícromos ha recibido calificativos como «Capilla Sixtina» del arte rupestre; «...la manifestación más extraordinaria de este arte paleolítico...», «... la primera cueva decorada que se descubrió y que continúa siendo la más espléndida» y «...si la pintura rupestre [paleolítica] es el ejemplo de una gran capacidad artística, la cueva de Altamira representa su obra más sobresaliente» nos indican la gran calidad y belleza del trabajo del hombre magdaleniense en este recinto.
Fue declarada Patrimonio de la Humanidad en 1985. En el año 2008 se hizo una extensión de la nominación a otras 17 cuevas del País Vasco, Asturias y la propia Cantabria, pasándose a llamar el conjunto «Cueva de Altamira y arte rupestre paleolítico de la cornisa cantábrica».

## Historia del descubrimiento y reconocimiento
La cueva de Altamira fue descubierta en 1868 por un tejero asturiano llamado Modesto Cubillas (Modesto Cobielles Pérez) quien yendo de caza encontró la entrada al intentar liberar a su perro, que estaba atrapado entre las grietas de unas rocas por perseguir a una presa. En aquel momento, la noticia del descubrimiento de una cueva no tuvo la menor transcendencia entre el vecindario de la zona, ya que es un terreno kárstico, caracterizado por poseer ya miles de grutas, por lo que el descubrimiento de una más no supuso ninguna novedad.

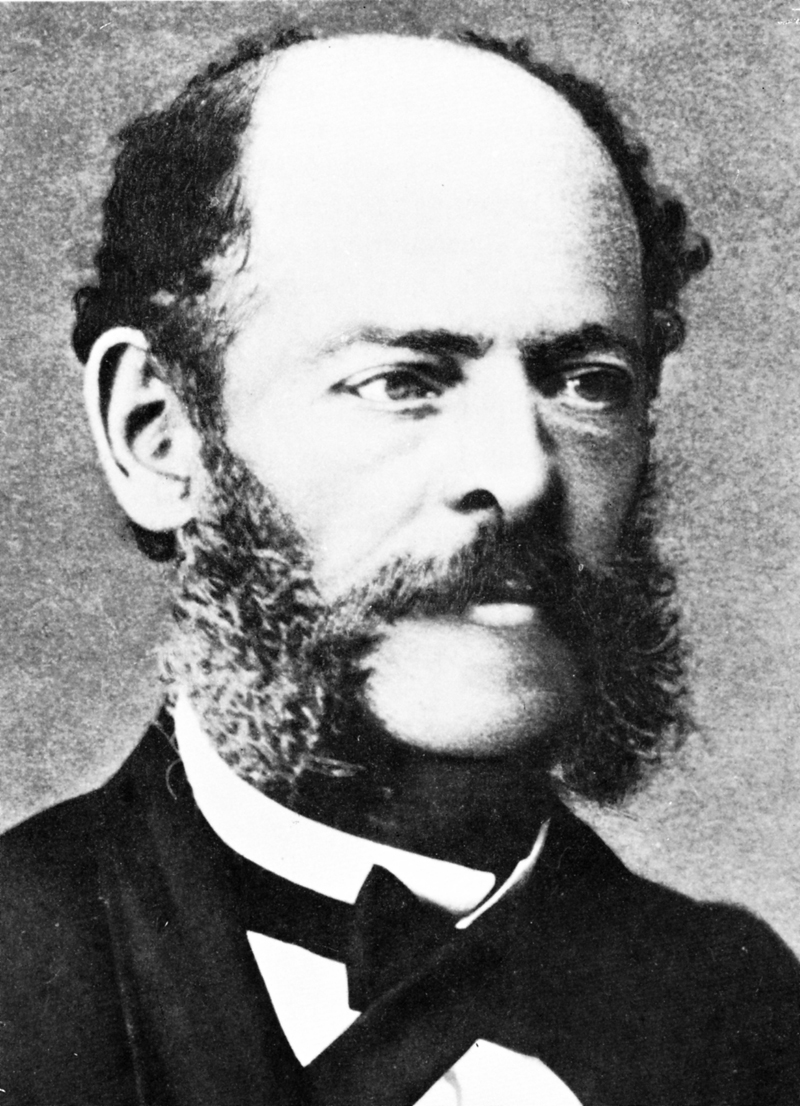
Marcelino Sanz de Sautuola

Cubillas se lo comunicó a Marcelino Sanz de Sautuola, rico propietario local y «mero aficionado» a la paleontología, de cuya finca era aparcero; no obstante, este no la visitó hasta al menos 1875, y muy probablemente en 1876. La recorrió en su totalidad y reconoció algunos signos abstractos, como rayas negras repetidas, a las que no dio ninguna importancia por no considerarlas obra humana. Tres o cuatro años después, en el verano de 1879, volvió Sautuola por segunda vez a Altamira, en esta ocasión acompañado por su hija María Sanz de Sautuola y Escalante, de cinco años de edad. Tenía interés en excavar la entrada de la cueva con el objetivo de encontrar algunos restos de huesos y sílex, como los objetos que había visto en la Exposición Universal de París en 1878.

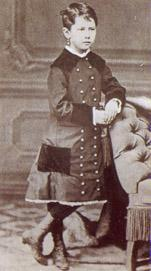
María exclamó al ver las pinturas: ¡Mira, papá, bueyes!

El descubrimiento de las pinturas rupestres lo realizó, en realidad, la niña. Mientras su padre permanecía en la boca de la gruta, ella se adentró hasta llegar a una sala lateral. Allí vio unas pinturas en el techo y corrió a decírselo a su padre. Sautuola quedó sorprendido al contemplar el grandioso conjunto de pinturas de aquellos extraños animales que cubrían la casi totalidad de la bóveda.
Al año siguiente, 1880, Sautuola publicó un breve opúsculo titulado Breves apuntes sobre algunos objetos prehistóricos de la provincia de Santander. En él sostenía el origen prehistórico de las pinturas e incluía una reproducción gráfica. Expuso su tesis al catedrático de Geología de la Universidad de Madrid, Juan Vilanova, que la adoptó como propia. Pese a todo, la opinión de Sautuola no fue aceptada por los franceses Cartailhac, Mortillet y Harlé, los científicos más expertos en estudios prehistóricos y paleontológicos en Europa.
Las pinturas de Altamira fueron el primer conjunto pictórico prehistórico de gran extensión conocido en el momento, pero tal descubrimiento determinó que el estudio de la cueva y su reconocimiento levantara toda una polémica respecto a los planteamientos aceptados en la ciencia prehistórica del momento. La novedad del descubrimiento era tan sorprendente que provocó la lógica desconfianza de los estudiosos. Se llegó a sugerir que el propio Sautuola debió pintarlas entre las dos visitas que realizó a la caverna, negando así su origen paleolítico, o incluso atribuyendo la obra a un pintor francés que había sido alojado en casa del guía de la cueva, aunque la mayor parte de los expertos franceses consideraban a Sautuola como uno de los engañados. El realismo de sus escenas provocó, al principio, un debate en torno a su autenticidad. El evolucionismo, aplicado a la cultura humana, conducía a deducir que tribus antiguas y salvajes no debían disponer de arte y que desde entonces hasta la actualidad habría habido un continuo de progreso. Por lógica, si el arte es símbolo de civilización, debería haber aparecido en las últimas etapas humanas y no en pueblos salvajes de la Edad de Piedra. Su reconocimiento como una obra artística realizada por hombres del Paleolítico supuso un largo proceso en el que, también, se fueron definiendo los estudios sobre la prehistoria.

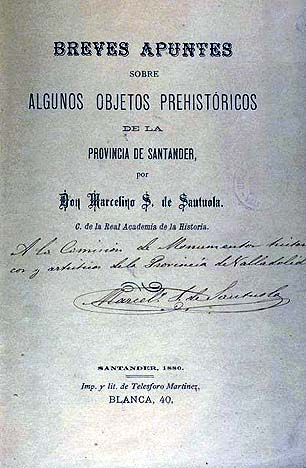
Marcelino S. de Sautuola publicó en 1880 este escrito, donde dio a conocer las pinturas encontradas el año anterior, incluyendo un dibujo del techo de la Gran sala de polícromos

Ni la ardiente defensa de Vilanova en el Congreso Internacional de Antropología y Arqueología, celebrado en Lisboa en 1880, ni el afán de Sautuola evitaron la descalificación de Altamira. Pero un reputado humanista y político liberal sevillano, Miguel Rodríguez Ferrer, publicó un artículo en la prestigiosa revista La Ilustración Española y Americana (1880), avalando la autenticidad de las pinturas y resaltando su inmenso valor. Giner de los Ríos, como director de la Institución Libre de Enseñanza, encargó un estudio al geógrafo Rafael Torres Campos y al geólogo Francisco Quiroga, quienes emitieron un informe desfavorable, que publicaron en el boletín de la institución.
La oposición se hizo cada vez más generalizada. En España, en la sesión de la Sociedad Española de Historia Natural del 1 de diciembre de 1886, el director de la Calcografía Nacional dictaminaba que:

(...) tales pinturas no tienen caracteres del arte de la Edad de Piedra, ni arcaico, ni asirio, ni fenicio, y solo la expresión que daría un mediano discípulo de la escuela moderna (...).
Eugenio Lemus y Olmo

Sautuola y sus pocos seguidores lucharon contra esa sentencia. La muerte de Sautuola en 1888 y la de Vilanova en 1893 sumidos en el descrédito por su defensa, parecían condenar definitivamente las pinturas de Altamira a ser un fraude moderno.
Sin embargo, su valor fue avalado por los frecuentes hallazgos de otras piezas de arte mueble similares en numerosas cuevas europeas. A finales del siglo XIX, principalmente en Francia, se descubrieron pinturas rupestres innegablemente asociadas a las estatuillas, relieves y huesos grabados aparecidos en niveles arqueológicos paleolíticos, unidos a restos de animales desaparecidos de la fauna peninsular o extintos, tales como mamut, reno, bisonte y otros. En ese reconocimiento, destacó muy positivamente Henri Breuil, pues sus trabajos en torno al tema «El arte parietal», presentados en el congreso de la Asociación Francesa para el Avance de las Ciencias en 1902, provocaron cambios sustanciales en la mentalidad de los investigadores de la época.
Émile Cartailhac había sido uno de los más grandes opositores a la autenticidad de Altamira, pero el descubrimiento de grabados y pinturas a partir de 1895 en las cuevas francesas de La Mouthe, Combarelles y Font-de-Gaume, le hizo reconsiderar su postura. Tras visitar la cueva, escribió en la revista L'Antropologie (1902) un artículo titulado La grotte d' Altamira. Mea culpa d'un sceptique (La cueva de Altamira. Mea culpa de un escéptico). Ese artículo supuso el reconocimiento universal del carácter paleolítico de las pinturas de Altamira.
Fijada la autenticidad de las pinturas, se inició el debate sobre la propia obra. La divergencia entre los investigadores se centró en torno a la precisión cronológica, la misteriosa finalidad de las mismas y sus valores artístico y arqueológico. Estas cuestiones afectaron, no solo a la cueva de Altamira, sino a todo el arte rupestre cuaternario descubierto.

## Descripción física de la cueva

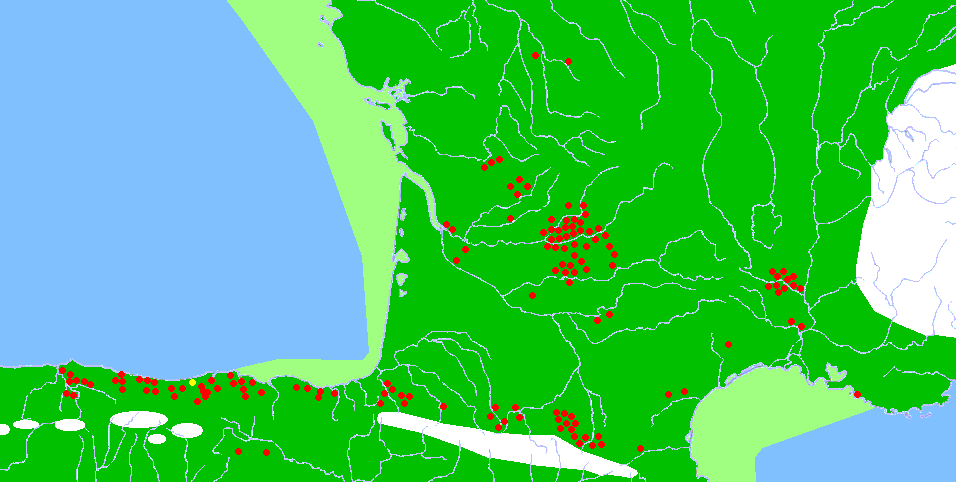
La presencia de grandes masas de hielo (en blanco) en el Paleolítico Superior hizo retroceder la línea de costa de forma considerable (verde claro). En el mapa, el punto amarillo indica la posición de la cueva de Altamira y en rojo otras cuevas con arte parietal

Situada en el lateral de una pequeña colina calcárea de origen pliocénico, con la entrada a 156 m s. n. m. y a unos 120 metros de elevación sobre el río Saja, que pasa a unos dos kilómetros. En la época de las pinturas de la Gran sala, la cueva se encontraría 8 o 10 km más al interior que en la actualidad, que está a 5 km, ya que el Cantábrico tenía un nivel inferior. Esta situación debió ser privilegiada para los cazadores, ya que les permitía dominar un extenso terreno y disponer de refugio de forma simultánea.
Hace unos 13 000 años, a finales del Magdaleniense, la entrada de la cueva se derrumbó sellando la entrada, lo que permitió la conservación de sus pinturas y grabados y del yacimiento arqueológico en sí.
La cueva de Altamira es relativamente pequeña, solo tiene 270 metros de longitud. Presenta una estructura sencilla formada por una galería con escasas ramificaciones y termina en una larga galería estrecha y de difícil recorrido.
La temperatura y la humedad del aire en la Gran sala de la cueva se mantienen más o menos constantes a lo largo de todo el año como pudieron comprobar Breuil y Obermaier con sus medidas con rangos de valores de 13,5-14,5 °C y 94-97 % respectivamente.

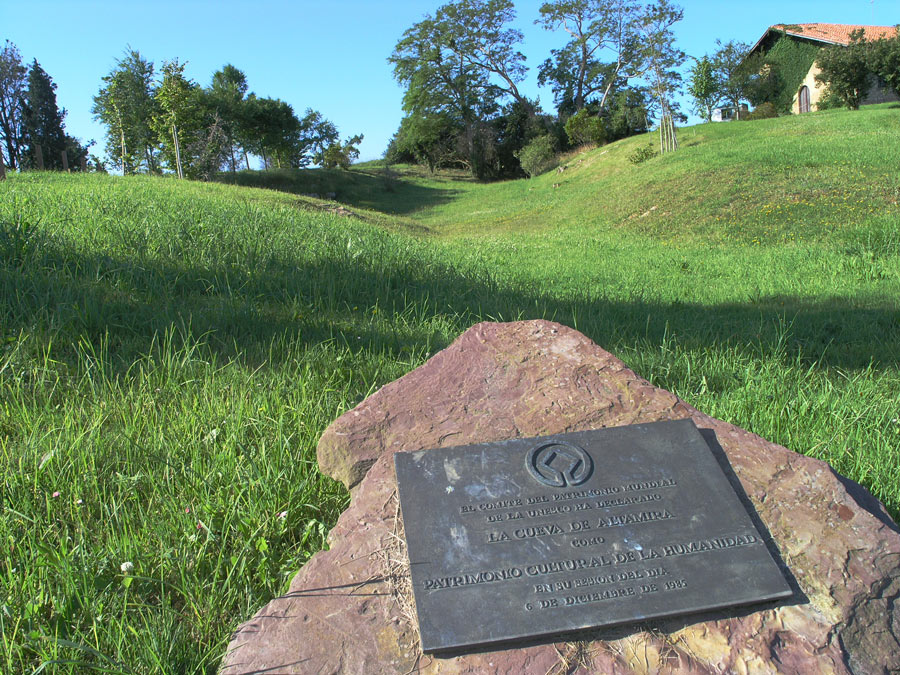
Placa conmemorativa con la entrada de la cueva al fondo

El estudio de la composición de la roca se realizó gracias a que las autoridades españolas proporcionaron un trozo del techo de la cueva en la década del 1960 al Dr. Pietsch para que la analizara y de esa forma pudo reproducir la misma para las réplicas que posteriormente se albergarían en el Museo Arqueológico Nacional en Madrid y en el Deutsches Museum de Múnich. El análisis indicaba:

Se trata de una consistente piedra caliza compacta y finamente cristalizada, de color amarillo parduzco uniforme; algunas zonas irregulares de color amarillo parduzco intenso que semejan manchas se componen de calcita que contiene siderita. Además aparecen otras zonas...
Pietsch, 1964, pp. 61-62

También se ofrecían otros detalles, y se concluía que la piedra caliza era casi pura, con un componente dolomítico mínimo —con una proporción de Mg no superior al 1,3 %—.
Viendo su plano actual es difícil de entender cómo fueron utilizadas la zona de habitación y la sala de los polícromos por lo que se debe imaginar como un casi continuo en época de las pinturas. En la excavaciones se han identificado, al menos, cinco derrumbes importantes de la cueva: uno presolutrense, anterior a la ocupación solutrense, cuando ocurrió el siguiente, anterior de uno que coincide con el yacimiento magdaleniense, y dos más que dejaron bloques sobre la capa estalagmítica, que se había encontrado sobre dicho yacimiento, y que fueron, muy probablemente, antes de que terminase el Pleistoceno (hace unos 12 000 años). Derrumbes menores han continuado, uno estuvo a punto de herir a Obermaier durante sus excavaciones de la década del 1920.
Actualmente se definen varias zonas, que si bien no todas tienen nombre propios consensuados se mencionan habitualmente como: vestíbulo, «Gran sala de los polícromos», gran sala de los tectiformes, galería, sala del bisonte negro, «Sala de la hoya» (sala previa a la cola de caballo), y la «Cola de caballo». O, en otras ocasiones, por medio de una numeración basada en plano, especialmente al que hicieron Obermaier y Breuil.

### Vestíbulo
Es un vestíbulo amplio, iluminado por la luz natural antes del derrumbe de la entrada de la cueva. Fue, especialmente, parte del lugar habitado durante generaciones desde comienzos del Paleolítico superior, o al menos son los restos que quedan del abrigo que, más probablemente, fuera el sitio de estancia habitual de los habitantes de la cueva. En él se han encontrado piezas de interés que han ayudado a las dataciones y a comprender la forma de vida.
Las excavaciones arqueológicas principales realizadas a lo largo de la historia han sido en esta sala, como se indica más adelante.

### Gran sala
«Gran sala», «Gran salón», «Gran sala de los polícromos», «Sala de los animales», «Gran Techo», «Sala de los frescos» y otros muchos nombres son los que ha recibido la segunda sala y es la que alberga el gran conjunto de pinturas polícromas, apodada por Déchelette la «Capilla Sixtina del Arte Cuaternario». Su bóveda sigue manteniendo los 18 m de largo por los 9 m de ancho, pero su altura originaria (entre 190 y 110 cm) ha aumentado al rebajarse el suelo para facilitar la cómoda contemplación de las pinturas, aunque se ha mantenido un testigo central de la altura original.
En tiempos prehistóricos debió de recibir algo de iluminación natural desde la apertura a través del vestíbulo, si bien sería insuficiente para poder realizar el trabajo polícromo y de conjunto.

### Otras salas
En las otras salas y corredores, en los que también hay manifestaciones artísticas de menor trascendencia, se encuentran fuera del alcance de la luz solar por lo que toda actividad fue desarrollada con iluminación artificial, aunque no se han encontrado restos de ocupación habitual, solo de accesos esporádicos.

## Datación y periodización

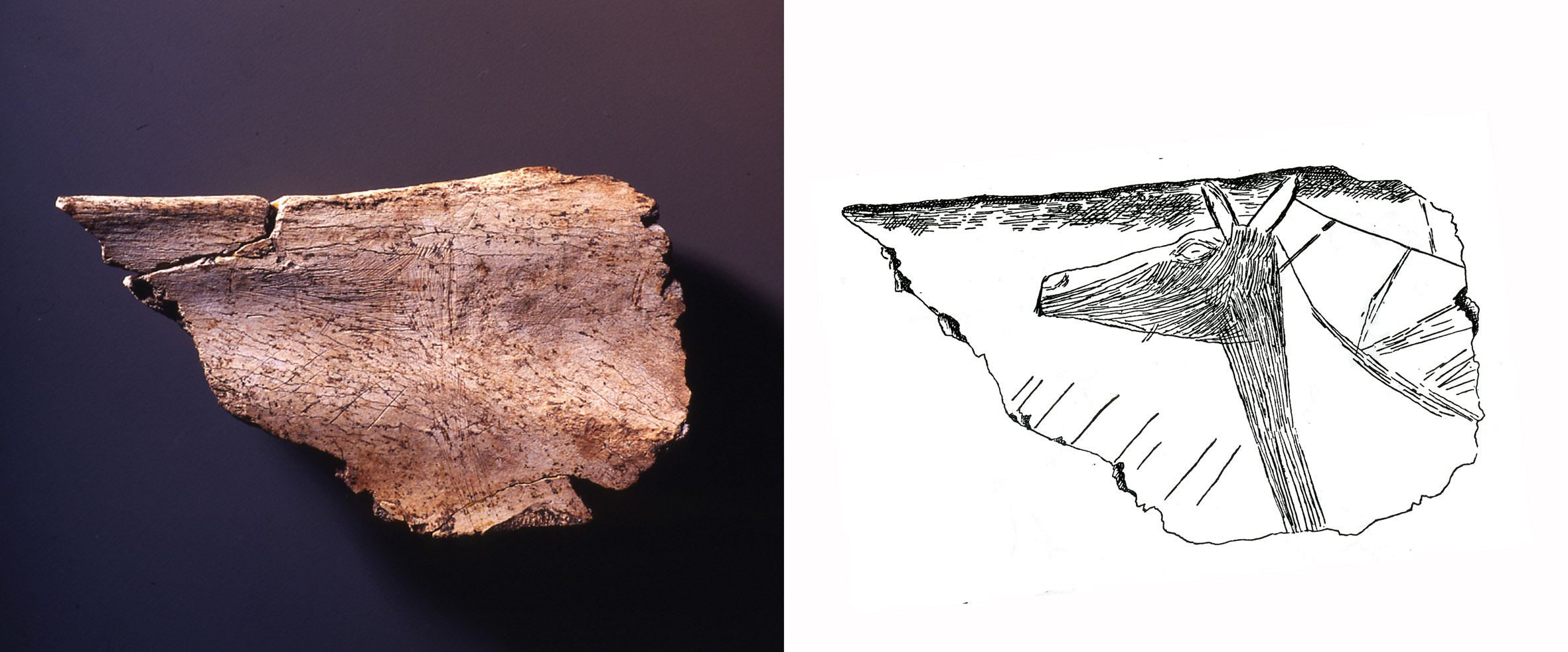
Omóplato grabado con cabeza de cérvido de la cueva de Altamira

De forma general, el arte de la región franco-cantábrica se enmarca dentro del Paleolítico superior, si bien hay que diferenciar entre el Paleolítico superior ibérico y el Paleolítico superior cantábrico según indica, por ejemplo, Fullola Pericot citando a Barandiarán Maestu.
No existe un acuerdo en la datación de las distintas piezas arqueológicas encontradas ni en la datación de las pinturas, como se muestra a continuación, donde hay resultados de los distintos métodos y estudiosos. En el baile de fechas que se ofrecen dentro de la literatura especializada no solo hay que tener en cuenta los distintos valores sino también las distintas variables medidas: las fechas de los periodos artísticos generales y locales, las fechas de ocupación de las cuevas, las fechas de realización de las pinturas de acuerdo con los distintos métodos, la datación de piezas arqueológicas, etc.
Otro de los factores que han podido llevar a confusión ha sido que gran parte de los estudiosos han considerado que las pinturas, no datables de forma absoluta hasta el final del siglo XX y más precisamente en el XXI, deberían ser asignadas a los periodos de ocupación encontrados y que estos han sido considerados clásicamente solo del Solutrense y del Magdaleniense. Sin embargo, cuando las pinturas rojas se han estudiado desde el punto de vista estilístico, se han incluido en el Gravetiense, atrasando la primera fecha de ocupación unos 4000 años, de hecho en los estudios arqueológicos desarrollados en la primera década del XXI se confirmó esa tendencia al encontrar un nivel de ocupación gravetiense.
En 2012 se publicó un estudio datando varias pinturas en algunas cuevas del norte, incluido uno de los signos claviformes de la Gran sala, que retrasaba los primeros trabajos al Auriñaciense, en el caso de Altamira a 35 600 antes del presente, justo al comienzo del poblamiento del norte de la península por los humanos modernos, lo que hace poner en duda, por primera vez, el posible origen sapiens de los dibujos e introduciendo la posibilidad de una autoría neandertal.

### Datación del yacimiento
La datación de piezas arqueológicas encontradas en la cueva de Altamira sitúan, al menos, al hombre magdaleniense a partir del 14 530 y hasta el 11 180 a. C. y al solutrense alrededor del 16 590 a. C. Pero las dataciones absolutas por radiocarbono lo único que ofrecen son fechas, una posición en el tiempo, por lo que cuando estamos hablando de industria lítica, pinturas, etc., nos referimos a culturas, de ahí la discrepancia entre autores cuando se hace referencia a términos como Solutrense o Magdaleniense. Incluso tenemos que tener en cuenta la posibilidad de la utilización de estilos distintos de forma contemporánea, aunque otros autores aboguen por la linealidad evolutiva. Sí parece demostrada la variación de fechas de un determinado estilo o cultura según la zona geográfica, por ejemplo deberíamos distinguir entre Solutrense cantábrico y Solutrense ibérico —en el resto de la península ibérica—. Además, para entender el arte paleolítico hay que estudiar para un determinado tiempo y espacio específico, las distintas «escuelas» y sus correspondientes maestros con sus particularidades, los cuales influenciaron a otros. Édouard Piette decía que «no ha habido solo un arte verdadero, sino escuelas de arte». Por tanto, no se deben equiparar las escuelas a los periodos temporales, ya que incluso se reconocen contemporaneidades de ellas:

... aceptamos la existencia de tiempos plurales en los que varias “tradiciones” gráficas se desarrollan de manera, más o menos paralela, con tendencias propias en distintos aspectos e incluso con un mismo hilo conductor para determinadas regiones y atributos.
Gárate Maidagán, 2008, p. 44.

### Datación absoluta de las pinturas

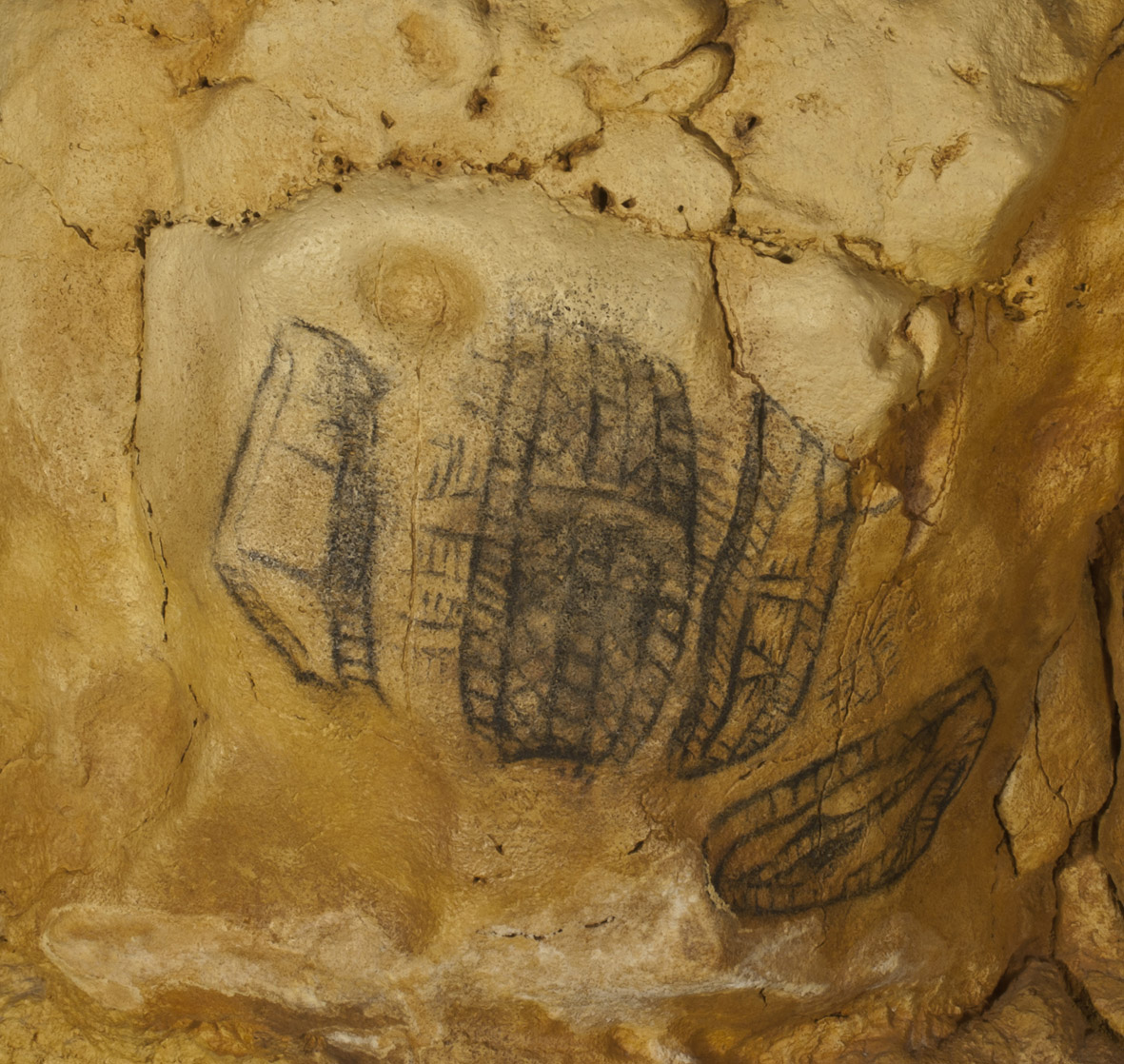
Detalle de los signos en la Galería Final

Los métodos habituales de datación no son eficientes para la mayoría de las pinturas rupestres, ya que estas, por un lado, no se encuentran en la mayoría de los casos en un contexto arqueológico al que se le pueda aplicar técnicas de cronología relativa como se haría a una pieza dentro de un yacimiento estratificado, y por otro, no permiten el uso de técnicas como la del C14 en materiales no orgánicos. En el caso de Altamira se dan dos circunstancias que han facilitado la obtención de datos, por un lado, el negro de las pinturas polícromas, que es de carbón de madera, y por otro, el que la cueva quedó cerrada e inaccesible por un derrumbe, que impidió trabajos posteriores, y que al datarse en el Magdaleniense inferior cantábrico hace a todos los grabados y pinturas anteriores a este.
El método del carbono 14 llevó a los investigadores Laming y Leroi-Gourhan a proponer para las pinturas de la Gran Sala de Altamira una datación entre 15 000 y 12 000 años a. C. Dado que el Magdaleniense de la península ibérica comenzó 17 000 años AP (unos 15 000 a. C.) y que hasta entre 1000 y 2000 años después no se homogeneizó en todo el territorio, las pinturas pertenecían, por tanto, al período Magdaleniense III, según autores enmarcado en el Magdaleniense inferior y según otros en el superior. Leroi-Gourhan incluye a los polícromos de Altamira en el periodo IV de su propia taxonomía. Las últimas dataciones realizadas han acotado el intervalo e indican que la fecha más probable del conjunto principal es de c. 13 540 a. C., enmarcadas dentro del Magdaleniense (entre 15 000 y 10 000 a. C.), si bien las primeras representaciones son del Gravetiense y otras de un tiempo intermedio, el Solutrense (entre 18 000 y 15 000 a. C.). Posteriormente a los trabajos arqueológicos de Sautoula, recogidas esporádicas y algunas campañas planificadas han concretado la existencia de dos niveles de ocupación, Solutrense superior y Magdaleniense Inferior.
Bernaldo de Quirós y Cabrera dieron en 1994 datos recopilados bastante acotados:

«Las dataciones obtenidas presentan una media de 14 000 años BP [12 050 a. C.] para el carbón y de 14 450 años BP [12 500 a. C.] para la fracción húmica. Para las figuras de tectiformes de la “Cola de Caballo” atribuidas por A. Leroi-Gourhan al Estilo Hl tenemos una datación de 15 440+200 (Gil’ A 91185) [13 490+200 a. C.]. Si bien las fechas correspondientes al “Gran Panel” son más recientes que las que se poseían para el nivel arqueológico de la entrada de la cueva, 15 910+230 BP (1-12012) [13 960 a. C.] y 15 500+700 BP (M-829) [13 550+700 a. C.], estas (sic) se corresponden con las dataciones correspondientes a los tectiformes de la “Cola de Caballo”.»
Bernaldo de Quirós Guidoltí y Cabrera Valdés, 1994, p. 270.

## Entornos ambientales

### Auriñaciense
Clima
Se desarrolló a lo largo del final del Estadio Isotópico 3 (O.I.S. 3), alrededor de hace 40 000 años.
La climatología del Auriñaciense tiende a las condiciones glaciares, con «picos» fríos de gran rigidez climática, y bastante inestabilidad (la climatología mejora y empeora en intervalos relativamente cortos, hasta de menos de cien años).
Fauna
En el Auriñaciense existió un conjunto de animales más variado que en las épocas posteriores, ya que se combinaban las faunas de ambientes de bosque y de «medios abiertos», que quedaron limitados cuando el cambio de clima posterior dejó en la zona cantábrica un paisaje exclusivamente abierto, propicio para el ciervo y la cabra, principales presas.

### Solutrense y Magdaleniense
Clima
El Solutrense cantábrico corresponde al final del Würm III francés y el comienzo del Würm IV, con una secuencia de clima templado y húmedo, seguido de frío y seco y finalizando con fresco y húmedo.
El clima de la época sería muy parecido al actual clima escocés —Cfb siguiendo la clasificación climática de Köppen—. Por ejemplo, se han encontrado restos de lapa y bígaro dentro de la cueva, que fueron usados como alimento y que indican un clima frío, además que las aguas del mar Cantábrico eran más frías que las actuales.
El Magdaleniense, que se extendió a lo largo del Würm IV, tuvo una secuencia alterna de clima frío y seco, y fresco y húmedo. El cambio climático acaecido hace unos 12 000 años hizo modificar los hábitos cinegéticos y alimenticios, dando por finalizado al Magdaleniense con la transición al Aziliense.
Flora
Lo que se conoce se basa en análisis de pólenes, ya que no existen representaciones directas de la flora ni restos de ninguna de las partes de las plantas del momento. De los estudios se desprende que el paisaje era abierto, realmente parecido al actual, con pinos, abedules, avellanos, robles, fresnos y herbáceas.
Fauna

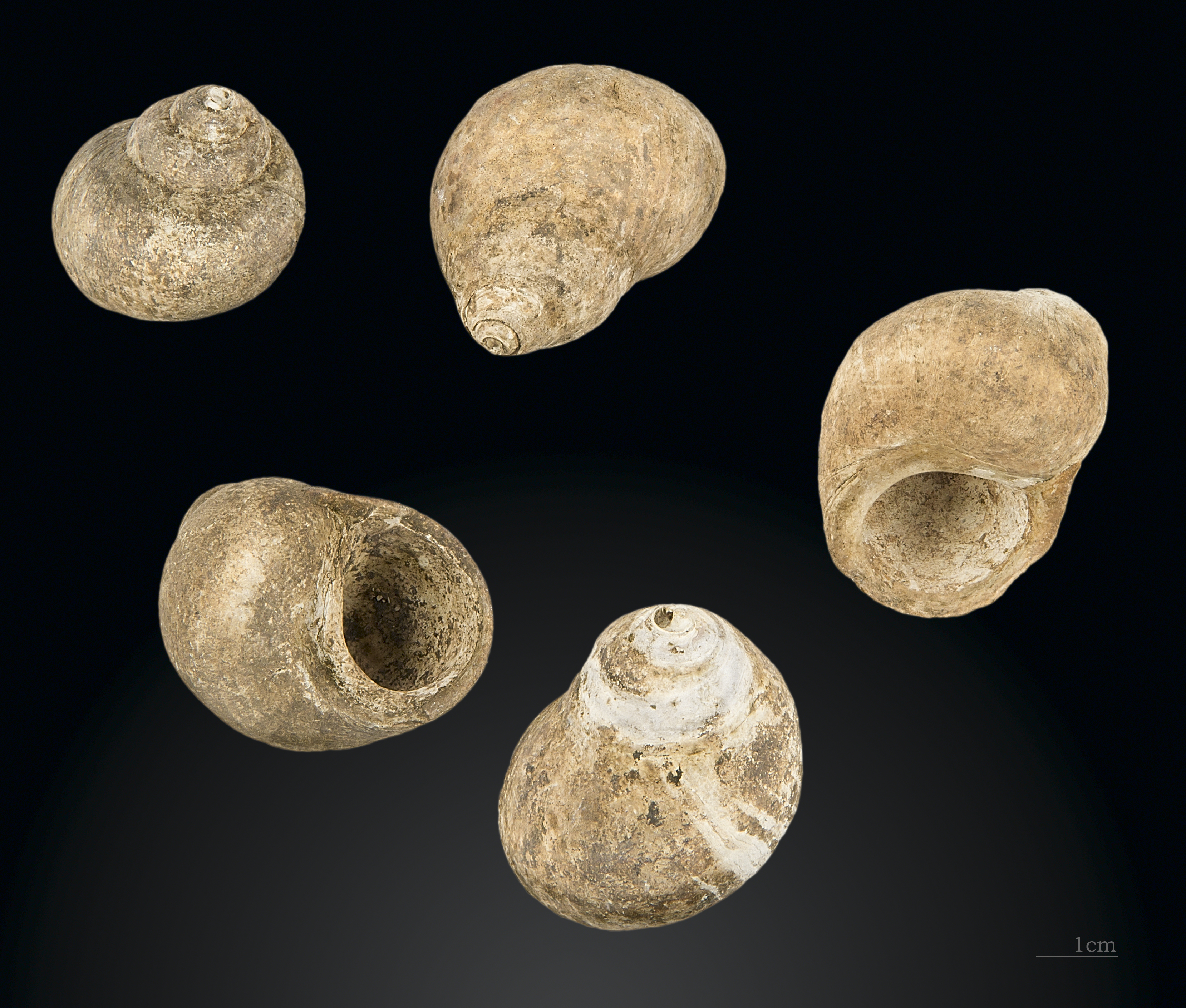
Bígaros encontrados en el nivel magdaleniense de la cueva por Harlé en sus excavaciones de 1881.

El entorno abierto era propicio para el ciervo y la cabra que eran las principales presas para el hombre de Altamira de esta época.
Debido al tipo de clima y la situación geográfica, durante todo el Würm se mantuvo una uniformidad de especies aunque con variaciones de las poblaciones, lo que no ayuda a las dataciones basadas en sus restos, a diferencia de lo que ocurrió en otros lugares donde la climatología cambió de forma más radical. Así por ejemplo, el ciervo y la cabra montés son las especies cinegéticas por excelencia en la región cantábrica, pero como pueden vivir desde climas cálidos de costa hasta climas fríos de montaña, son por ellos unos muy malos indicadores.
Tanto los animales representados, como los encontrados en los yacimientos arqueológicos, con ocupación humana, no son un indicativo de la abundancia, ya que podrían deberse a una preferencia de tipo alimenticio, cinegético o religioso, aunque en el caso de los restos óseos deben relacionarse con una cierta abundancia para que hayan sido elegidos como presa, especialmente aquellas que se han detectado como habituales. A través de sus restos, huellas o representaciones pictóricas, se han encontrado evidencias directas de zorro, león de las cavernas, lince, ciervo, caballo, jabalí, oso de las cavernas, íbice, rebeco, corzo, uro, bisonte, y en el momento de más frío, reno o foca. Incluso existen restos de mamut. De todos estos restos, el ciervo fue el animal por excelencia para la caza.
También de las playas el hombre de Altamira extrajo parte de su alimentación, por ejemplo se han encontrado conchas de lapa, bígaro y vieras. En cuanto a la pesca, se limitaba a peces de río o estuario, tales como la trucha, el reo y, esporádicamente, el salmón.
Homínidos
Fue el hombre actual, Homo sapiens, el que pintó las cuevas de Altamira y realizó todas las pinturas y grabados encontrados en la cornisa cantábrica. El otro habitante de la península ibérica, el hombre de neandertal, hacía ya más de 13 000 años que se había extinguido (c. 28 000 AP). Aunque las evidencias recogidas en el nivel 18 del yacimiento arqueológico de la cueva de El Castillo parecen demostrar la convivencia de ambos Homo hace unos 30 000 años, milenios antes de las primeras pinturas en esa cueva y las de Altamira.

## Sociedad y tecnología prehistóricas

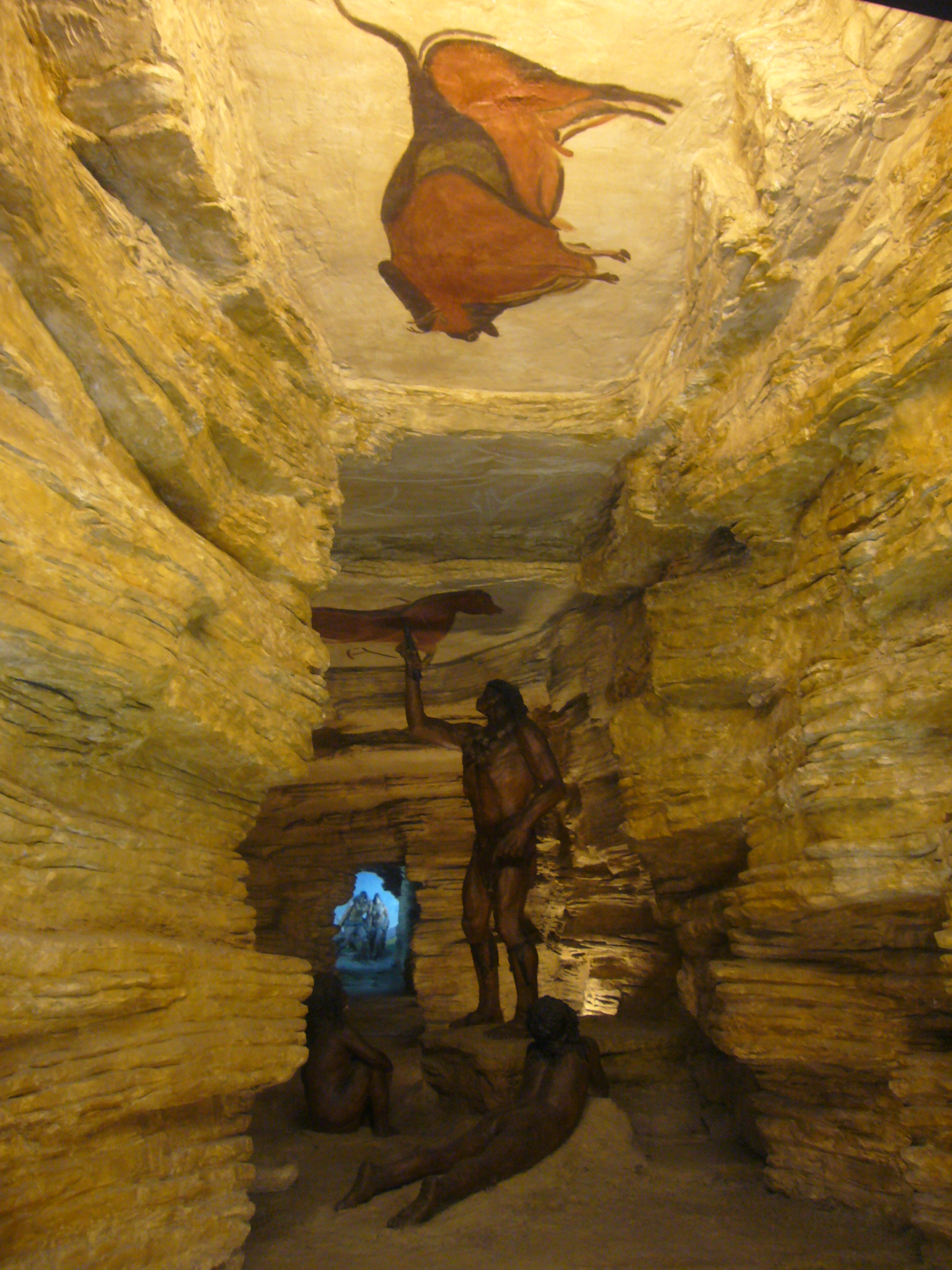
Diorama de la cueva de Altamira, obra del escultor Josep Font. Museo de Arqueología de Cataluña (Barcelona)

Los pobladores de la zona de Altamira eran tribus de cazadores-recolectores nómadas, formados por entre 20 y 30 individuos, que utilizaban los abrigos naturales o entradas de las cuevas como vivienda, pero no su interior, y hacían uso del fuego para iluminarse y para cocinar. Las excavaciones han hecho pensar a los arqueólogos que durante el Paleolítico Superior los fuegos eran limpiados y renovados periódicamente, a diferencia del Paleolítico Medio donde los fuegos eran mantenidos de forma constante. Además, debió existir una estructura social jerarquizada que permitiese organizar partidas de caza de grandes animales, ya que de otra forma dichas presas hubieran sido innacesibles sin organización.
En el Solutrense, hace unos 21 000 años, apareció una nueva técnica de talla, «retoque plano», que permitió realizar instrumentos de gran detalle, como las puntas de proyectil. Esta técnica, por motivos totalmente desconocidos, se dejó de utilizar al comienzo del siguiente periodo, el Magdaleniense, y no se volvería a retomar hasta 10 000 años después.
Entre las herramientas producidas durante el Magdaleniense, además de una industria lítica mejorada, se encuentran objetos de la gran revolución de hace unos 17 000 años, como Industria ósea, trabajos en asta de reno y hueso y una abundancia de arpones y agujas de coser, abundancia que constituye seguramente la característica magdaleniense más significativa, aunque también hay que resaltar la fabricación de herramientas múltiples como por ejemplo el buril, el raspador, el percutor, el bastón perforado y la decoración de los propulsores, armas lanzadoras de venablos y azagayas, conocida desde hacía milenios.
El hombre prehistórico cazaba y consumía una parte en el mismo sitio de la caza, mientras que las piezas más carnosas, como las extremidades, eran las porteadas; en el periodo Magdaleniense, los cápridos y ciervos fueron las piezas preferentes. Pero, por otra parte, realizaban objetos que pueden identificarse como adornos, como dientes o conchas perforadas.
La estructura social se da por aceptada para poder organizar trabajos que debieron ser de gran complejidad para los medios que existían, a modo de ejemplo se puede imaginar la sala de Lascaux con andamios y decenas de lámparas iluminándola, además de mantener al artista o artistas a costa del trabajo de los demás hasta completar la creación del templo y los santuarios. Por los estudios de los espacios de habitación se ha podido concluir que se estructuraba por funciones: taller de sílex, descuartizamiento de la caza, tratamiento de las pieles, cocina, etc. Y en el vestíbulo de Altamira se encontraron dos pozos que, muy probablemente, fueron usados para cocinar carne de ciervo u otros animales. No se ha podido asegurar si era asada o cocida, ya que, aunque hay huesos quemados, podrían haber sido arrojados al fuego después de su ingesta. Todo ello, además de los trabajos que nos han dejado, conduce a pensar en un «nivel cultural elevado de la sociedad».

## Yacimiento arqueológico
La cueva fue habitada desde hace 22 000 años, unos 4000 antes de que fuesen pintadas las figuras principales. Estos datos han sido posibles debido al estudio de las notas y descubrimientos realizados por Breuil, Obermaier y otros a principios del siglo XX.
La cueva ha tenido varios periodos de excavación arqueológica, después de las primeras realizadas por el propio Sautuola, dirigidas por importantes científicos en sus respectivas épocas, tales como: Joaquín González Echegaray, Hugo Obermaier, Hermilio Alcalde del Río. Fechas significativas de la historia del estudio arqueológico de la cueva son:
- 1876 - Visita e investigación de Sautuola. Descubrió algunas de las pinturas, pero no les dio importancia;[21]
- 1879 - Excavación del vestíbulo y descubrimiento del gran salón de pinturas polícromas por la hija de Sautuola;[114]
- 1880 - Giner de los Ríos y Vilanova exploraron la cueva;[35]
- 1880 - Miguel Rodríguez Ferrer visitó la cueva, donde le recibieron Vilanova y Giner de los Ríos;[115]
- 1881 - Prospecciones de Harlé en las dos visitas que realizó. Fue acompañado por Sautuola;[116]
- 1902 - Excavaciones de H. Alcalde del Río, y se documentaron por primera vez dos niveles: Magdaleniense y Solutrense.[117][118] Recogió tres kilogramos de hematites;[119]
- 1902-04 - Prospecciones de E. Cartailhac y H. Breuil;[39][120]
- 1924 - H. Obermaier y H. Breuil;[117][121][122]
- 1925 - H. Obermaier;[121][122][nb 15]
- 1980-81 - J. González Echegaray y L. Freeman, última realizada,[84][117] y donde únicamente se pudo encontrar el estrato magdaleniense.[123]
- 2004 - durante dos días se trabajó sobre las excavaciones anteriores y se reinterpretaron los resultados obtenidos hasta ese momento.[124][nb 16]
- 2012 - Una toma de muestras de espeleotemas para su análisis por series de uranio-torio ofrece fechas de más de 35 000 años para unos discos rojos.[5]

En ellas lo que se ha encontrado es una gran cantidad de restos de habitación y arte mueble: bifaces, puntas, azagayas, raspadores, restos malacológicos —conchas que fueron útiles y restos alimentarios—, restos de ictiofauna —espinas de pez—, cuentas, colgantes, restos de mamíferos —algunos decorados—, agujas, buriles, láminas, aerógrafos, omóplatos animales decorados, además de muchas otras prospecciones y recogidas esporádicas o fortuitas, como por ejemplo el bastón perforado decorado recogido por Sainz en 1902. Estas piezas se encuentran dispersas en colecciones públicas y privadas de Francia y España, e incluso parte de ellas se las ha dado por perdidas.

## Pinturas y grabados de Altamira

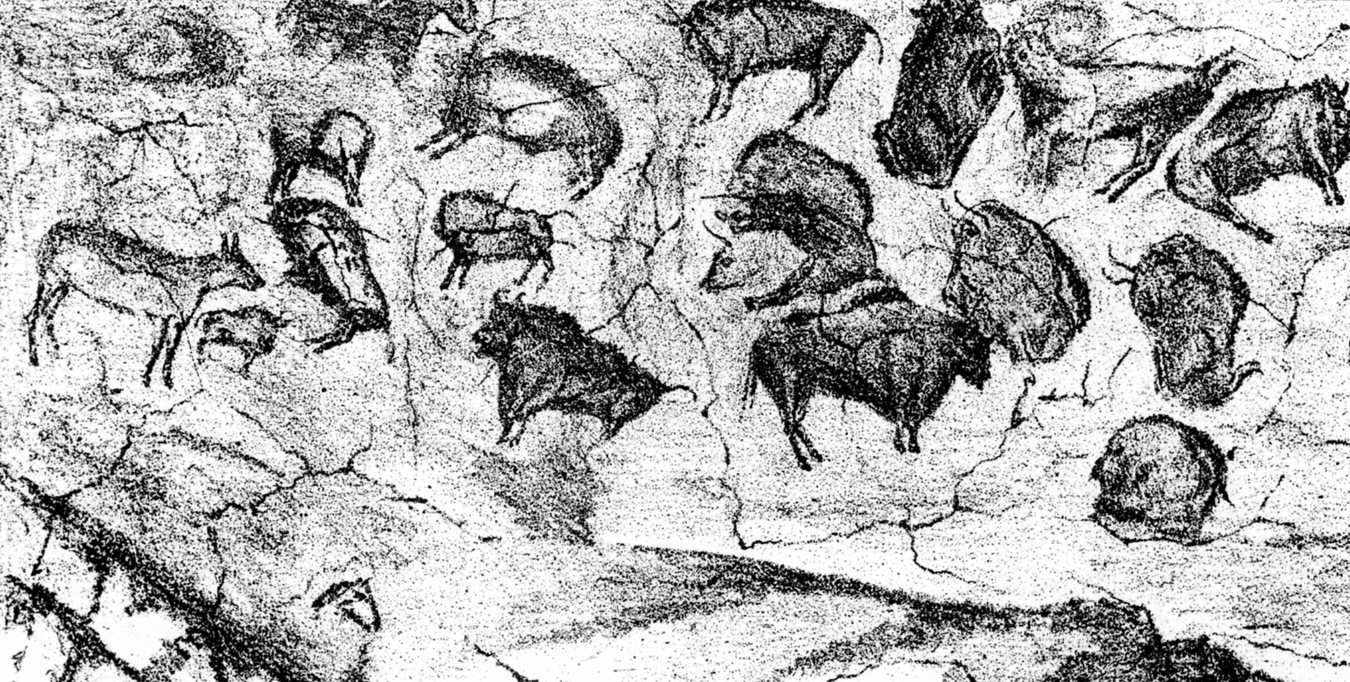
Gran sala de polícromos de Altamira, publicado por M. Sanz de Sautuola en 1880

No es posible separar la pintura del grabado y viceversa, en algunas ocasiones unidos en el mismo trabajo y en otras en trabajos que comparten el espacio. En el caso de Altamira se encuentran pinturas, grabados y pinturas con grabados, de distintas escuelas, estilos o épocas y de distintas calidades técnicas, como se ha indicado más arriba. Es importante entender que la habitación de la cueva de Altamira se produjo durante miles de años y en periodos de tiempo no continuos, de ahí la acumulación de estilos y las diferencias entre ellos.
La calidad de los trabajos de Altamira, como la de otras muchas cuevas, nos aseguran que las herramientas utilizadas, tanto para grabados como para dibujos y pinturas, eran equiparables a las de los artistas de época histórica. Así por ejemplo, los buriles de sílex ofrecen una calidad de corte altísima; y las pinturas, masillas y otros pigmentos permiten adaptación a los soportes utilizados, etc.
La evolución del arte no es como la de la tecnología, ya que no acumula sus innovaciones como, por ejemplo, lo haría un proceso de fabricación de vehículos. Aunque el arte paleolítico cuenta con 20 000 años de desarrollo, no ha sufrido una evolución de perfeccionamiento continuo, solo hay que pensar en la gran calidad de las muy antiguas figurillas de los yacimientos auriñacienses y gravetienses, muy anteriores a los polícromos de Altamira. Ejemplos posteriores de la no linealidad del perfeccionamiento lo tenemos en los clásicos griegos que realizaron en mármol hace unos miles de años las obras que aún hoy son modelos a seguir por el arte, cuando de haber seguido el arte una evolución continua hubieran sido constantemente sustituidas y ahora se verían como vestigios de poca calidad.

El magdaleniense superior constituye, según Breuil, el momento de apogeo en la pintura con la pintura de modelado, que alcanza su más alto triunfo en las figuras polícromas de Altamira, donde la historia del arte supo con asombro hasta qué grado de fidelidad en la reproducción de la Naturaleza y hasta qué altura de sentimiento artístico pudo llegar el hombre, en humilde estado natural, hacia los quince mil años antes de Cristo.
Obermaier, García y Bellido y Pericot, 1957, p. 105

Ciertos estudios, con un alto grado de subjetividad dado la tipología, han indicado que del arte parietal paleolítico solamente una parte en torno al 15 % de las figuras representadas tienen un gran calidad, mientras que el resto serían meros dibujos y pinturas sin calidad «artística». Entre la pintura que superan ese subjetivo umbral del arte se encuentra sin lugar a dudas, el techo de la Gran sala de polícromos de Altamira, para muchos autores, la obra cumbre del Magdaleniense e incluso del Paleolítico.

### Técnica

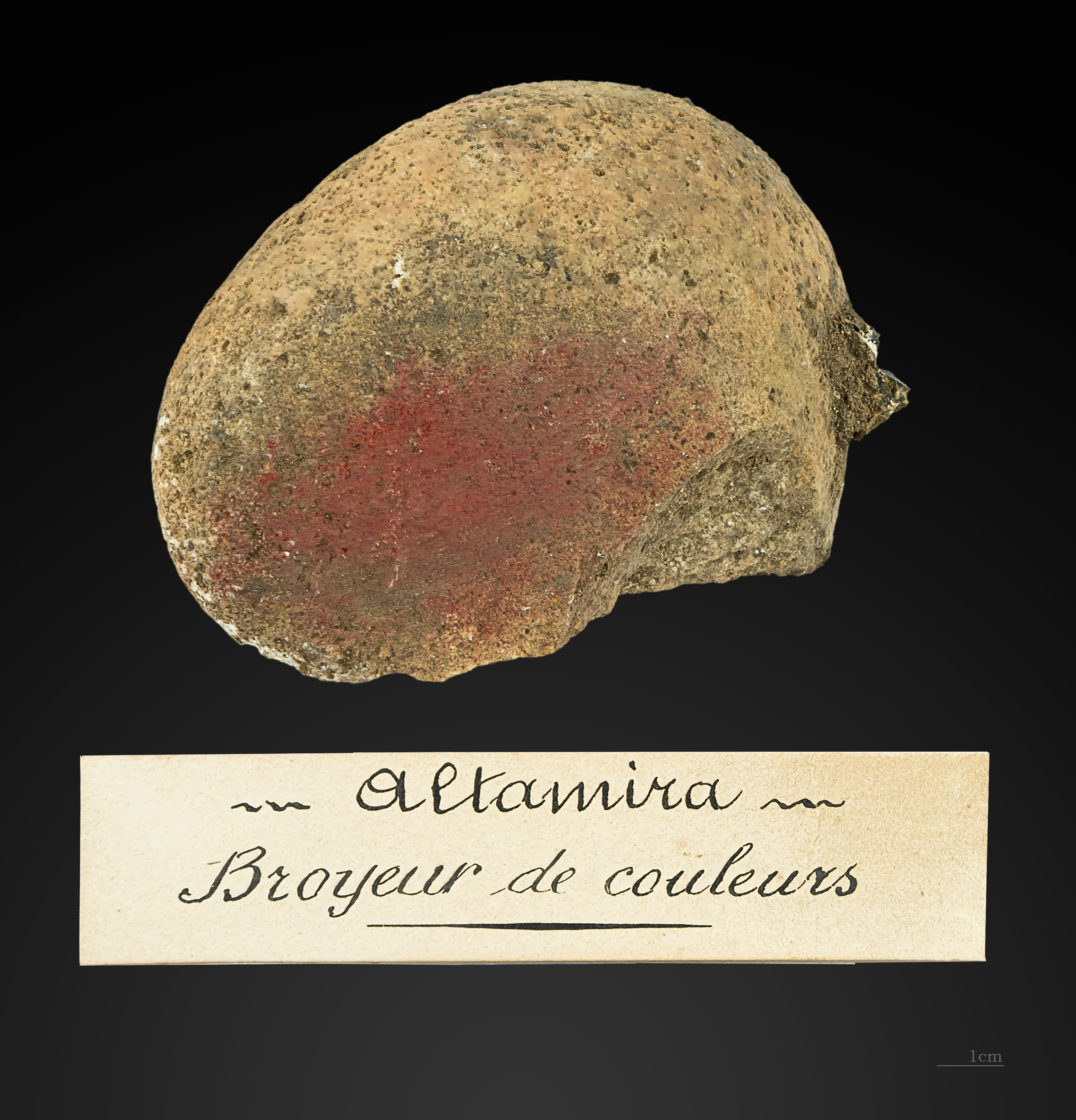
Piedra utilizada para moler el oligisto con el que se hacía la pintura roja. Encontrado en el estrato magdaleniense

El trabajo, de forma resumida y básica, consistía en seleccionar el espacio, marcar el contorno con grabado, incorporar el negro y por último el color. El autor tenía un trazo firme y decidido, conocía a la perfección la anatomía de los animales que pintaba, de hecho no se encuentran rectificaciones del dibujo.
Parece existir el acuerdo que los «maestros» que hicieron los grandes trabajos de cuevas, como es el conjunto de Altamira, existieron y descollaron, y además confirieron su personalidad a sus dibujos. El trabajo de los polícromos de la Gran sala es considerado por Múzquiz, la autora de varias de las reproducciones, como el trabajo de un único autor. Se ha llegado a asegurar que el maestro de Altamira pintó en otras cuevas, como la cueva de El Castillo.
Las superposiciones se trataron, en un principio por Breuil, como una especie de estratigrafía que, junto al estilo, permitirían la datación de las distintas obras, pinturas o grabados, pero estudios posteriores concluyeron que muchas de ellas son simultáneas en el tiempo. Estudios detallados de algunos conjuntos de distintas épocas de este tipo de palimpsesto han concluido que las superposiciones simultáneas fueron disminuyendo con el avance del tiempo, haciéndose poco usuales al final del Magdaleniense llegando a la omisión de extremidades o partes del cuerpo para evitarlas, aunque los autores de ese tiempo no tuvieron ningún inconveniente en superponer su obra a la de otras épocas. En ese tiempo los bisontes y caballos son los animales menos involucrados —según porcentaje— en las superposiciones. Por ejemplo, en la Gran sala uno de los bisontes tiene omitida la cabeza para evitar la superposición con uno de los jabalíes, suponiéndose que es totalmente intencionada, ya que no existe burileado previo de la zona, por lo que se planificó sin cabeza desde el principio. Leroi-Gourhan llegó a considerar la superposición como una forma de composición aunque también reconoció que no siempre era así al existir algunas superposiciones diacrónicas, dejando para las sincrónicas este uso compositivo.

#### Iluminación
Para poder realizar los trabajos de la Gran sala, y por supuesto los del interior, la luz natural era insuficiente por lo que el autor o autores tuvieron que utilizar luz artificial y más concretamente fuego. En muchas pinturas se han encontrado huesos rotos bajo ellas, lo que es, para algunos de los expertos, prueba del uso del tuétano como combustible de las lámparas. En pruebas modernas se ha comprobado que esta médula con una mecha de fibras vegetales produce una iluminación grande, cálida y además sin humo ni olores.

#### Pigmentos y útiles de pintura

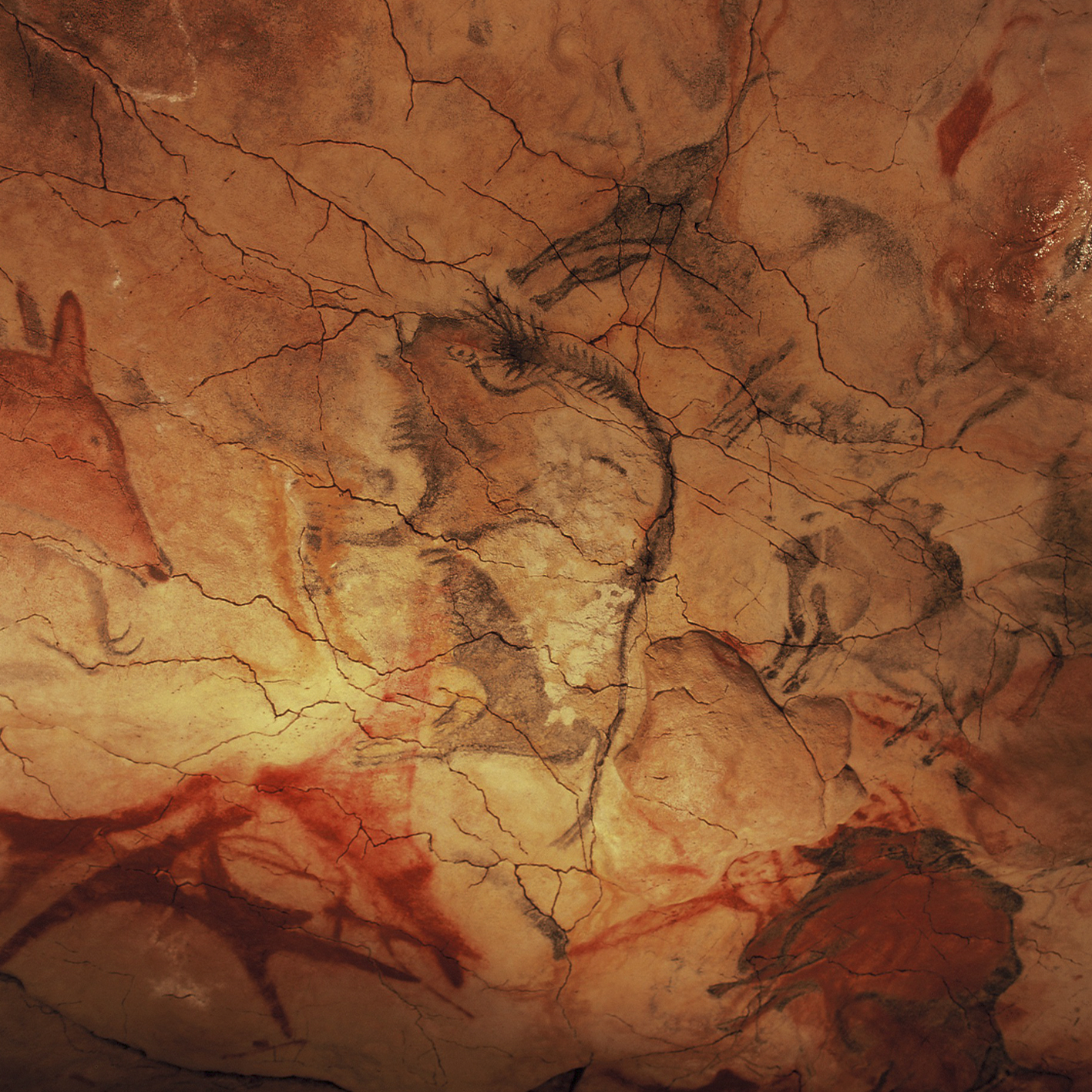
Grupo de bisontes

La pintura está hecha con pigmentos minerales de óxido de hierro rojos, ocres del amarillo al rojo, y carbón vegetal, mezclados con agua o en seco, si bien algunos autores pensaron que pudo haberse utilizado la grasa animal como aglutinante. El contorno de líneas negras de las figuras se realizó con carbón vegetal, que también se aplicó como masa en lo que respecta a figuras como las polícromas de la Gran sala.
El color rojo de los polícromos de Altamira se consiguió aplicando el hematites húmedo —si acogemos la opinión mayoritaria del agua como disolvente— sobre el techo, pero aunque dicho pigmento tiende a cambiar al marrón cuando se seca, en este caso la alta humedad de la cueva impidió que eso ocurriese. En todo caso, la apariencia del rojo varía según la época del año por el cambio de la humedad de la cueva y de la roca. Algunos estudiosos matizan el policromismo como bicromismo para las pinturas del tipo de las de la Gran sala, ya que lo que se utiliza es el negro y el ocre en distintas gradaciones.
La aplicación de la pintura presenta varias posibilidades, como la aplicación con los dedos directamente, con algún utensilio a modo de pincel, por medio de los dedos cubiertos con gamuza, o con un pincel con gamuza en la punta que permitiese cargar pintura y que pudiera proporcionar un trazo continuo como el que se muestra en la mayoría de los trazos, con un palo con el extremo machado, y en ocasiones soplando la pintura a modo de aerógrafo. Este último caso, el del aerógrafo, se encuentra casi completamente comprobado, ya que en las excavaciones de Alcalde del Río se localizaron en superficie tres tubos realizados en hueso de ave y que tenían restos de ocre tanto en su interior como en su exterior y que se encontraron junto a trozos del citado mineral, si bien no se ha podido aclarar con seguridad si se trataba de tintes en seco o disueltos en agua; así como tampoco se han podido datar los tres tubos ni el cuarto ejemplar que fue hallado en las excavaciones de 1981.

#### Contorno

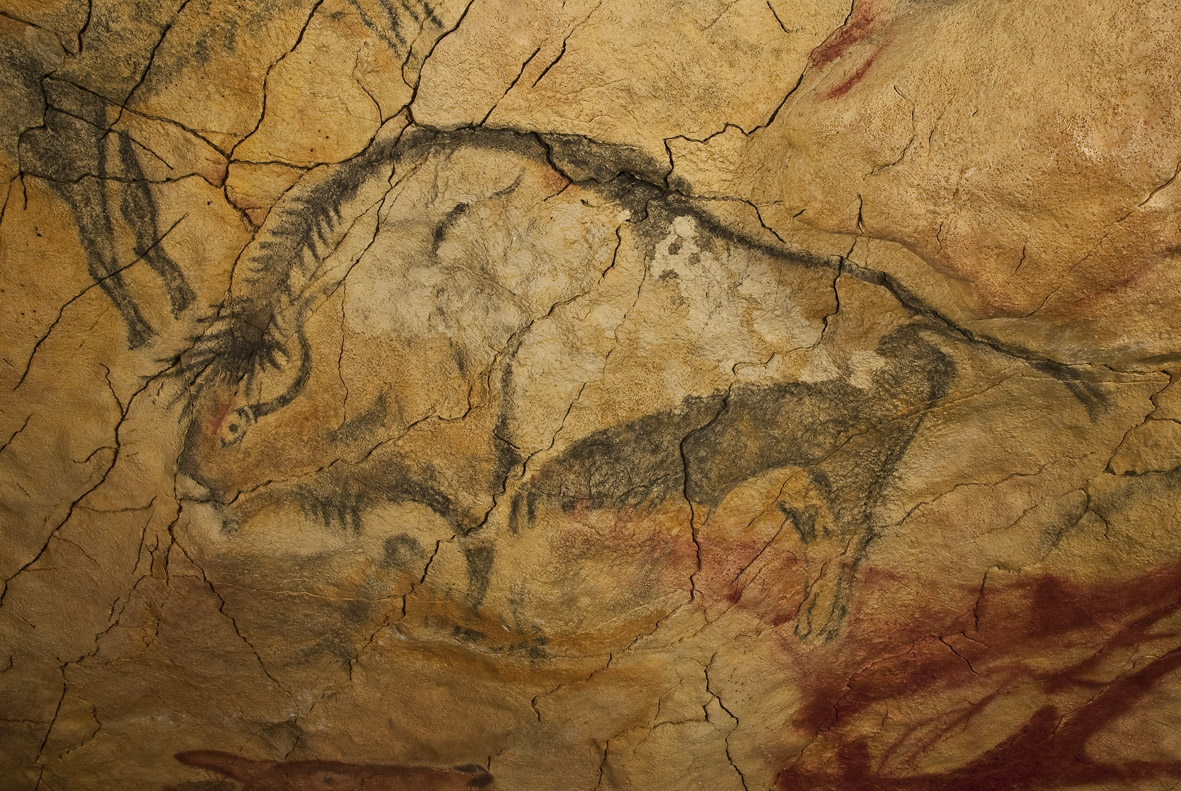
Bisonte magdaleniense

El grabado del contorno fue realizado muy probablemente con un buril o similar de piedra, aunque no se conocen herramientas específicas para esta labor.

#### Perspectiva, volumen y movimiento
En los distintos espacios y épocas se utilizaron distintas perspectivas, en el caso de la Gran sala la mayor parte de los polícromos están representados con la llamada por Breuil como «perspectiva torcida», y que Leroi-Gourhan cataloga dentro de su tipo C o biangular recta, que muestra por ejemplo, el cuerpo del bisonte de perfil y la cornamenta de frente, haciendo que cada parte sea vista desde donde es más fácilmente identificable.
La sensación de realismo se consigue mediante el aprovechamiento de los abultamientos naturales de la roca, que crean la ilusión de volumen, a través de la viveza de los colores, que rellenan las superficies interiores (rojo, negro, amarillo, pardos) y también por la técnica del dibujo y del grabado, que delimita los contornos de las figuras. De este modo, las figuras aprovechan el relieve natural de la roca y a veces la modelan interiormente para dar un efecto de volumen y movilidad, a lo que añadiendo el raspado selectivo de ciertas zonas para afinar ciertos detalles, y el uso de los dos colores predominantes, rojo y negro, aportan a las imágenes gran movilidad y expresividad, y confieren más volumen a las pinturas.
El movimiento es expresado con distintas técnicas de animación según estilos y épocas, dentro de Altamira se pueden encontrar desde la «animación nula» de alguno de los caballos de las salas profundas a la «animación simétrica» del jabalí corriendo al «galope volante» de la Gran sala, según la catalogación de Leroi-Gourhan.

### Descripción de las obras

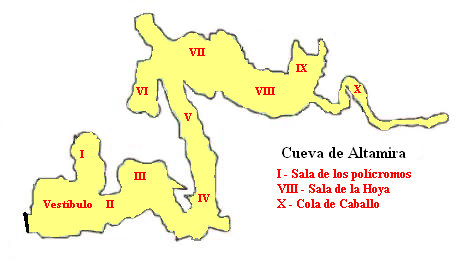
Plano de la cueva. La numeración de las salas y galerías o pasadizos coincide con la que utilizaron y publicaron Breuil y Obermaier. Las principales son:
I - Sala de los polícromos, Gran sala;
III - Sala de los tectiformes;
IX - Sala de la Hoya;
X - Cola de caballo.

El o los artistas de la cueva de Altamira dieron solución a varios de los problemas técnicos que la representación plástica tuvo desde sus orígenes en el Paleolítico, tales fueron el realismo anatómico, el volumen, el movimiento y la policromía.
Para posicionar las obras se sigue literalmente la nomenclatura que utilizaron Breuil y Obermaier en su obra La Cueva de Altamira en Santillana del Mar (1935), si bien se han incluido algunas que no fueron vistas hasta tiempo después. No se hace una descripción detallada de todos los elementos encontrados, que sumarían cientos, sino de aquellos más visibles o significativos por su época, calidad técnica, originalidad, etc. Hay que tener en cuenta que debido a la naturaleza del medio y al tipo de obras que se realizaban (grabados, pinturas sobre grabados, pinturas superpuestas, etc.) todavía en la primera década del siglo XXI se seguían descubriendo nuevos trabajos. Leroi-Gourhan ha realizado una catalogación que intenta diferenciar los dibujos y grabados atendiendo a contenido, tres tipos de elementos: animales, ideomorfos y antropomorfos. En la cueva de Altamira se encuentran representados los tres.

#### Gran sala
La Gran sala, numerada como I por Breuil y Obermaier, ha sido descrita muchas veces, por autores tan importantes como estos dos o García Guinea, como un conjunto inconexo de figuras individuales, lo que pudo provocar que durante muchos años nadie los viese como grupos conexos, si bien autores como Múzquiz y Saura y Leroi-Gourhan describieron el trabajo como una gran composición, e incluso Leroi-Gourhan como un posible mensaje:

«El conjunto de polícromos del Gran Techo nos sugieren una familia de bisontes tal como viven hoy en los bosques situados entre Rusia y Polonia: machos, hembras y pequeños bisontes, en posturas y actitudes diversas. Algunos miran hacia el exterior del grupo como si lo protegieran, y el sentido de jerarquía...»
Múzquiz Pérez-Seoane y Saura, 1999, p. 90

«...,los conjuntos parietales tienen los principales caracteres de un mensaje; responden a las necesidades y a los medios que posee el hombre desde el Paleolítico superior para forjar símbolos orales realizables manualmente».
Leroi-Gourhan, 1983, p. 44

Además, recuerdan la necesidad de entender la pintura en su entorno e indican que la Gran sala debió ser concebida para ser vista al entrar desde el exterior por el acceso que la comunicaba con el vestíbulo. Esta postura relativa a que el techo trate una única escena es descartada por algunos prestigiosos prehistoriadores, como Ripoll y Ripoll, bajo el argumento de la dificultad de la visualización del entorno de forma global.
El techo de la sala puede ser dividido en tres zonas:
1. El fondo de la sala, más allá de la Gran cierva, donde hay figuras en rojo, en negro, grabados, etc.
2. La zona derecha del techo, con figuras de animales en rojo, policromías, grabados, etc.
3. En el lado izquierdo de la sala se encuentra el gran grupo de policromías, por el que es realmente conocida la cueva de Altamira.

Siguiendo el examen de la primera galería [...] se encuentra el observador sorprendido al contemplar en la bóveda de la cueva un gran número de animales pintados, al parecer, con ocre negro y rojo, y de tamaño grande, representando en su mayoría animales que, por su córcova, tienen alguna semejanza con el bisonte.
Sanz de Sautuola, 1880

El animal más representado es el bisonte. Hay dieciséis ejemplares polícromos y uno en negro, de diversos tamaños, posturas y técnicas pictóricas, once de ellos de pie, otros tumbados o recostados, estáticos y en movimiento en el lado izquierdo, con tamaños que oscilan entre 1,40 y 1,80 m. Algunas teorías indican la posibilidad que los bisontes en posición de reposo realmente sean animales heridos o muertos, o simplemente bisontes revolcándose en el polvo. En los años de estudio de la cueva por Múzquiz para poder realizar las copias del techo de la cueva descubrió la existencia de decenas de grabados de caballos que se debieron realizar por un único autor y antes de los polícromos, ya que estos se encuentran superpuestos. Junto a estos ejemplares de bisontes y caballos se encuentran junto a ciervos, jabalíes y signos tectiformes. Además, hay símbolos escutiformes, así llamados por semejarse a escudos, que muy probablemente se pintaron al mismo tiempo que los polícromos, ya que tienen el mismo rojo ocre de ellos.
A modo de ejemplo se describen tres figuras animales de la Gran sala de forma más detallada:

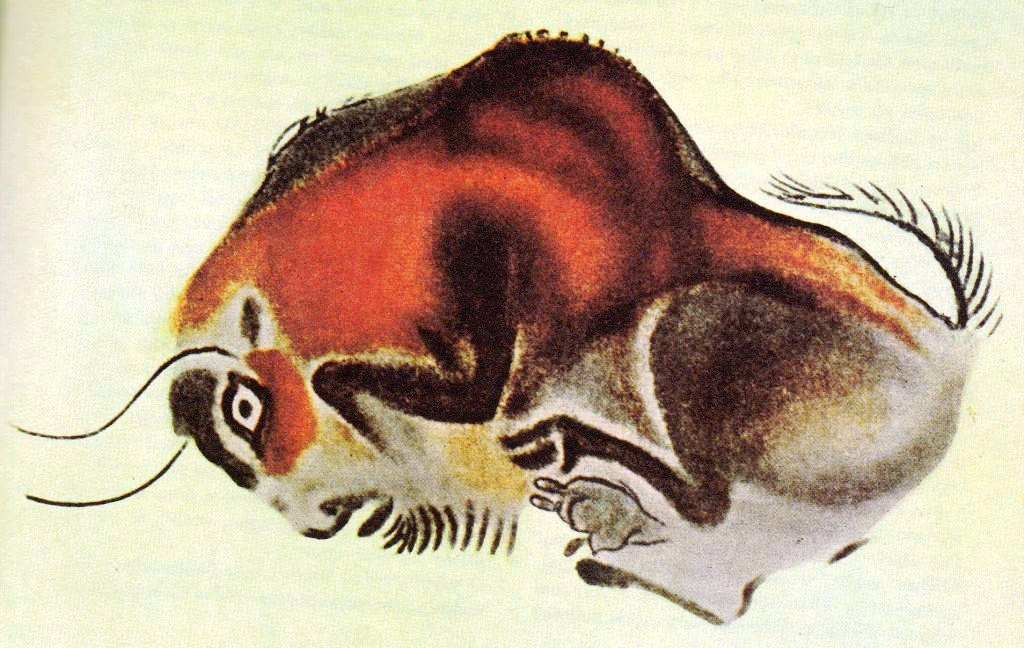
Reproducción de uno de los bisontes encogidos, en este caso hembra (Breuil, 1902 y 1935).

El Bisonte encogido es una de las pinturas más expresivas y admiradas de todo el conjunto. Está pintado sobre un abultamiento de la bóveda. El artista supo encajar la figura del bisonte, encogiéndolo, plegando sus patas y forzando la posición de la cabeza hacia abajo, dejando fuera únicamente el rabo y los cuernos. Todo ello destaca el espíritu de observación naturalista de su realizador y la enorme capacidad expresiva de la composición.

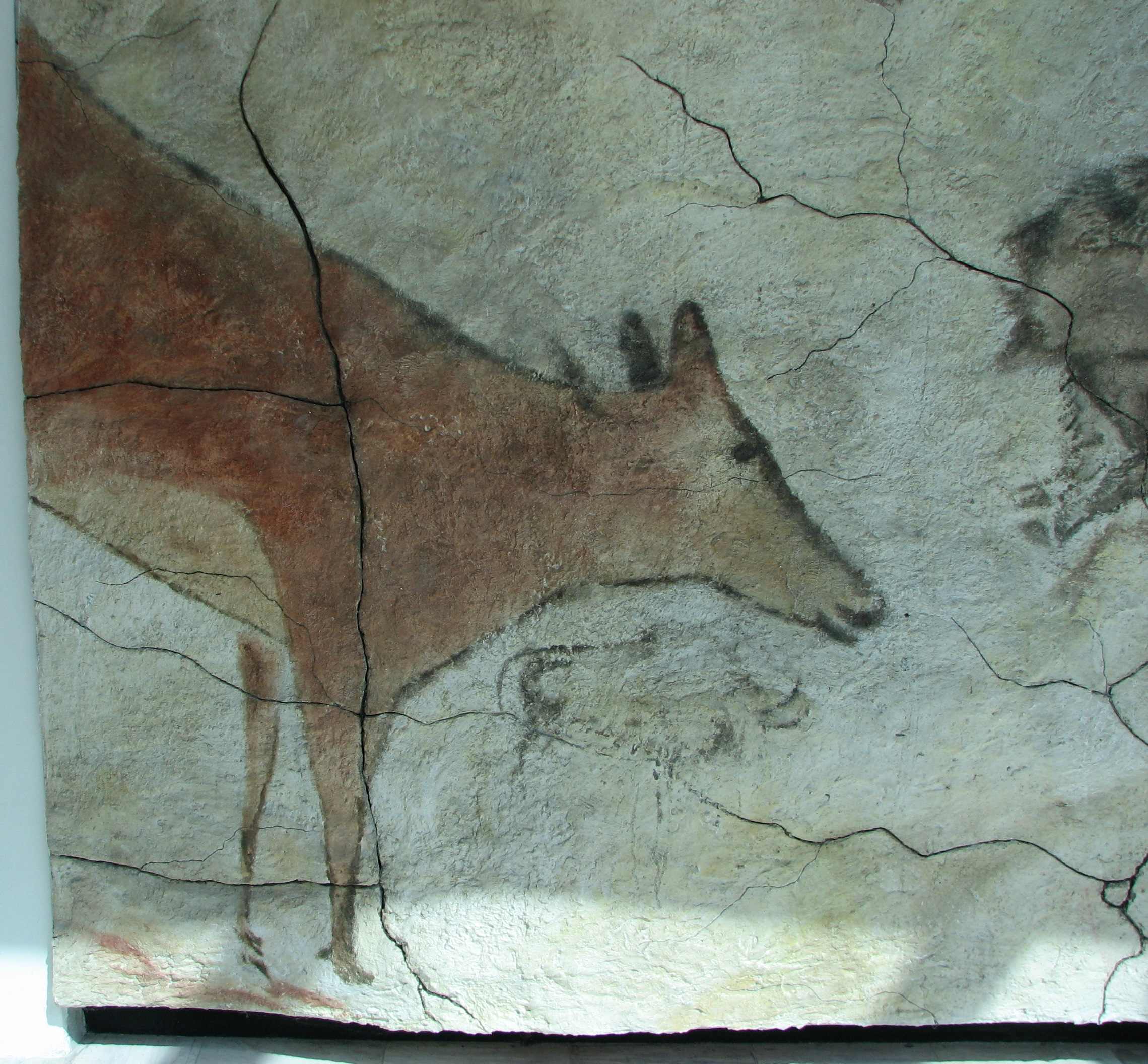
Reproducción de la «Gran cierva», bajo su cabeza un pequeño bisonte en negro

La Gran cierva, la mayor de todas las figuras representadas, tiene 2,25 m. Manifiesta una perfección técnica magistral y es una de las mejores formas del Gran techo. La estilización de las extremidades, la firmeza del trazo grabado y el modelado cromático le dotan de un gran realismo. No obstante, acusa una cierta deformación en su factura algo pesada, seguramente originada por el cercano punto de vista del autor. Como casi todas las figuras de la sala se encuentra grabada en gran parte de los detalles y el contorno. Debajo del cuello de la cierva aparece un pequeño bisonte en trazo negro, y a los pies de ella se despliega el rebaño de bisontes.
El Caballo ocre, situado en uno de los extremos de la bóveda, fue interpretado por Breuil como una de las figuras más antiguas del techo. El caballo permanece inmóvil y solo hay presencia de negro en la crin y parte de la cabeza. En su interior se aprecia el dibujo de una cierva también en rojo. Este tipo de poni debió de ser frecuente en la cornisa cantábrica, pues también se encuentra representado en la cueva de Tito Bustillo, descubierta en 1968 en Ribadesella.

#### Resto de salas y galerías
Realizando un recorrido lineal, nos encontramos con la galería II y sala II del plano donde hay trabajos sobre el barro del techo conocidos como macarroni y también un posible toro o uro. La sala III, un divertículo, se la conoce como «Sala de los tectiformes» por encontrarse gran cantidad de ellos rojos en salientes del techo. Se llega a la galería IV, con grabados de ciervos y ciervas superpuestos y destacando una cierva con las patas inconclusas., dejando paso a la larga galería V con el dibujo de un bisonte negro sin patas, el grabado de un toro y un posible caballo pintado en negro. A la izquierda se localiza un recoveco identificado como sala VI con un importante bisonte negro. El ensanchamiento que hay entre las salas VII y VIII comprende las que Breuil y Obermaier llamaron zona C, pared de la izquierda según avanzamos hacia el fondo, con dibujos elementales en negro y signos y líneas, y zona D, a la derecha, con dibujos elementales en negro y más signos y líneas.
Llegamos a una sala más amplia, sala IX, conocida como «Sala de La Hoya». Es la última sala antes de llegar a la Cola de caballo. En la izquierda, antes de entrar en el corredor final, conocida como zona E, se encuentran cuatro representaciones animales, de izquierda a derecha: un cáprido (posiblemente íbice), una cierva y dos íbices más, ejecutadas en negro y que se han asignado al Magdaleniense inferior. Además, se halla una pintura negra de un cuadrúpedo indeterminado. La galería X es conocida como «Cola de caballo». Es un estrecho pasillo de unos dos metros de ancho donde se encuentran hasta diecinueve pinturas y grabados: bisonte, cabeza de cierva, caballos y bóvidos. Algunos son solo esbozos y otros están completos, con tamaños que rondan los 30 cm y llegando a alcanzar los 50. También se encuentran tectiformes.

## Iconografía y significado
Las representaciones rupestres de Altamira podrían ser imágenes de significado religioso, ritos de fertilidad, ceremonias para propiciar la caza, magia simpática, simbología sexual, totemismo, o podría interpretarse como la batalla entre dos clanes representados por la cierva y el bisonte, sin descartar el arte por el arte, aunque esta última posibilidad ha sido rechazada por algunos estudiosos, ya que gran parte de las pinturas se encuentran en sitios de difícil acceso de las cuevas y, por tanto, de difícil exhibición.
La siguiente tabla resume algunas de las interpretaciones que se han dado para el arte rupestre por algunos de los autores que más han influido en los estudios (fuente principal Pascua Turrión, 2006):
| Ord. | Autores (fecha)                            | Explicación | Interpretación                                 |
| ---- | ------------------------------------------ | --- | ---------------------------------------------- |
| 1    | Lartet y Christy (1865-1875) Piette (1907) | Significado: decorativo y ocioso.Arte como ornamentación del lugar donde se vive. | Arte por el arte                               |
| 2    | Reinach (1903)                             | Significado: práctica propiciatoria / magia simpática.A través del arte se obtenía control e influencia sobre el medio y la caza. | Magia - religión                               |
| 3    | Durkheim (1912)                            | Significado: relación hombre-entorno (flora y fauna), al practicar el culto a los antepasados y a la reencarnación del ser humano muerto en forma de animal.Vinculación del individuo con tótem del clan, como símbolo que identifica al grupo. | Magia - religión                               |
| 4    | Breuil (1952) Bégouën (1958)               | Significado: carácter religioso.Arte se vincula a ceremonias propiciatorias, apartadas de los no iniciados en lugares ocultos (fondo cavernario)Cueva como santuario. | Magia - religión                               |
| 5    | Ucko y Rosenfeld (1967)                    | Significado: motivación variada condicionada por el contexto económico, social y geográfico.Arte podría incorpora elementos mágico-religiosos y móviles decorativos, simbólicos o comunicativos. | Medio de comunicación: causa múltiple          |
| 6    | Leroi-Gourhan y Lamming (1962-71; 1981)    | Significado: sistema estructurado que muestra principios de carácter sexual en oposición, lo que respondía a una motivación religiosa.Arte como testimonio étnico que marca el territorio.Cueva como santuario. | Estructuralismo                                |
| 7    | Clottes y Lorblanchet (1995)               | Se niega el concepto de estilo, y las dataciones absolutas científicas hace retornar el concepto etnocultural.Significado: carácter religioso donde lo oculto, mistérico y ritual se mezcla con lo chamánico, totémico y la magia propiciatoria para la caza y la fertilidad.Cueva como santuario. | Magia - religión                               |
| 8    | Balbín y Alcolea (1999-2003)               | Significado: medio de expresión que refleja las concepciones e ideología del hombre paleolítico, tanto su organización de los grupos, como sus motivaciones económicas, o su visión del mundo y de la vida.Arte muestra la vinculación del hombre de la época con el espacio dentro del que se mueve y actúa. | Medio comunicación: causa múltiple             |
| 9    | Lewis-Williams y Dowson (1988-2002)        | Significado: Los dibujos en las rocas son dibujos en la piel de la tierra y representan aquellas visiones que se alcanzan en estados de vigilia o sueños reales. Según esta teoría esos estados alterados se pueden alcanzar no solo con drogas, sino también por cansancio, falta de sueño, ayuno, insolación, etc. Las personas que pueden alcanzar el estado máximo son los chamanes. Esta teoría está avalada por estudios neurológicos que relacionan los dibujos encontrados del Paleolítico con otros de culturas actuales de cazadores-recolectores de América, África y Australia.Arte facilita las visiones y representa el velo entre el otro mundo y el nuestro, no siendo uno más real que el otro desde el punto de vista de las culturas chamánicas. | Chamanismo por estados de conciencia alterados |

En todo caso, aunque es obvia la dificultad de conocer qué motivó al hombre paleolítico la realización de estas obras de arte parietal, sí se puede afirmar que la realización de las pinturas responde a un planeamiento, lo que implica un proceso cognitivo de reflexión para concluir qué pintar, dónde y cómo hacerlo, y distribuirlo; y existe casi acuerdo en que son símbolos ligados a la caza y la fecundidad. También parece claro la necesidad de una organización social para poder realizar obras de esta envergadura:

«...el motivo a interpretar no corresponde a una voluntad individual sino a una voluntad social. La solución impecable de las figuras nos hace pensar en la selección de la persona que las realiza y la importancia de ello para los demás miembros de la tribu.»
Múzquiz Pérez-Seoane, 1994, p. 359

Leroi-Gourhan, atendiendo a otros estudios y a los suyos propios, ha concluido que las cuevas eran templos —espacio público— que contenían algunos santuarios —espacio destinado solo para ciertas personas— y que hay que entenderlas en conjunto, con una iconografía basada en los tipos de animales y en la posición de ellos en los paneles —agrupamientos de figuras—, y de estos en la cueva. El hombre prehistórico no plasmaba una colección de animales comestibles o de presas habituales, más bien era un bestiario, como muestra la discrepancia entre lo representado y los restos alimenticios encontrados. En el caso de Altamira la Gran sala sería el templo.

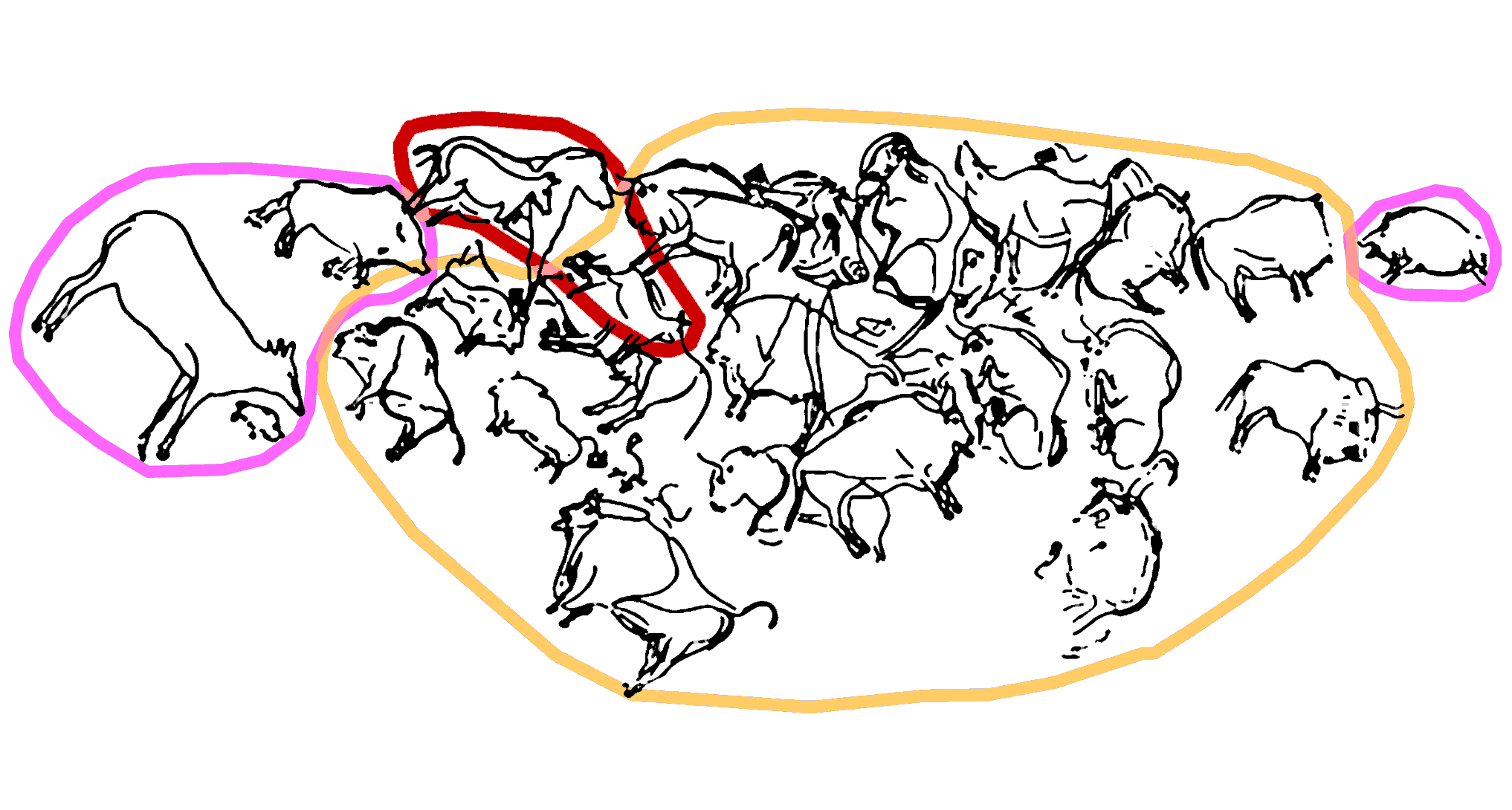
Asociación de animales en el gran panel de la Cueva de Altamira según el paradigma de Leroi-Gourhan: El animal central es el bisonte (la mujer), con algunos caballos complementarios (el hombre); siendo acompañados de animales periféricos, en este caso jabalíes y ciervos.

## Protección y difusión
Desde su descubrimiento y su posterior reconocimiento la cueva ha tenido distintos niveles de protección nacionales e internacionales, que han llegado a ser extremos, prohibiendo la visita, debido a la amplia difusión social, que la convirtieron en un destino turístico masivo.
Desde que en 1910 el Ayuntamiento de Santillana del Mar creó una Junta de Conservación y Defensa de la Cueva la forma de protegerla ha pasado por distintas fases: apertura al público en 1917, ya con guía; en 1924 fue declarada Monumento Histórico Artístico; un año después se nombró una Junta para mejorar las condiciones de conservación; 1940 fue el año de la puesta en marcha del Patronato de la Cueva de Altamira; en 1977 se cerró por primera vez después de un estudio y en 1982 se reabrió de forma limitada, para 8500 visitantes anuales; 1985 fue el año clave del reconocimiento mundial al ser nombrada Patrimonio de la Humanidad; y en 2001 se abrió el Museo y réplica junto a la original, aunque no se ha cerrado el debate de la visita al original.

### Patrimonio de la Humanidad
La Cueva de Altamira fue declarada Patrimonio de la Humanidad por la Unesco en el año 1985. Posteriormente, en 2008, fue extendida la protección a otras 17 cuevas con vestigios humanos (tal vez la mejor conservadas y representativas de un grupo mayor conocido como Arte rupestre paleolítico del norte de España).

### Acceso a la cueva y réplicas

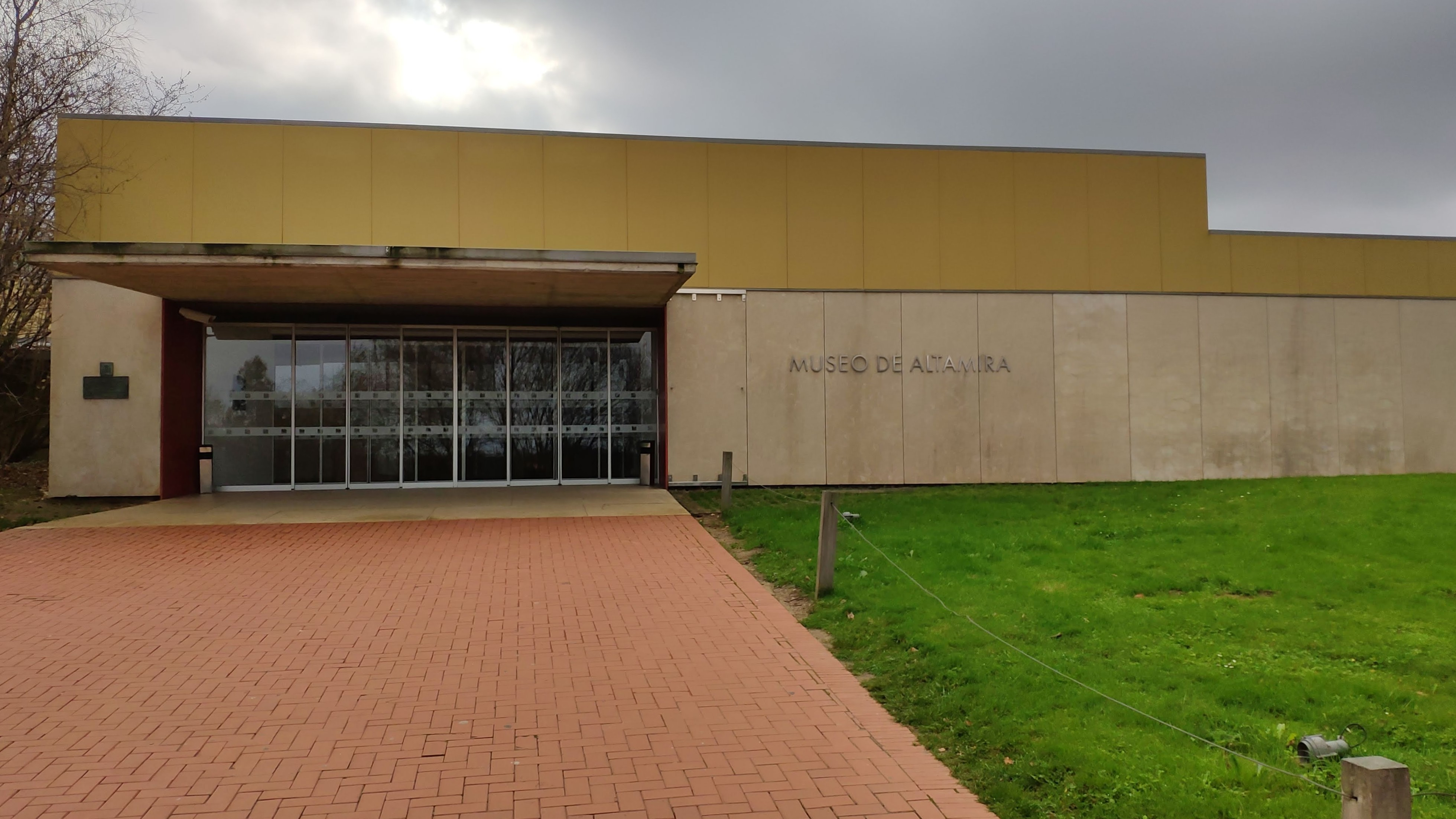
Entrada al Museo Nacional y Centro de Investigación de Altamira

En 1917 se abrió la cueva al público en general y en 1924 fue declarada Monumento Nacional. A partir de ese momento se irían incrementando las visitas, pero durante los años de las décadas de 1960 y 1970, las numerosas personas que accedieron a la cueva hicieron peligrar su microclima y la conservación de las pinturas, así por ejemplo, en 1973 se alcanzó la cifra de 174 000 visitantes. De este modo se creó un debate sobre la conveniencia de cerrar Altamira al público, llegando incluso al debate en el Congreso de los Diputados. En 1977 se clausuró la cueva al público para reabrirse finalmente en 1982 y permitir el acceso a un restringido número de visitantes por día, evitando superar los 8500 al año.

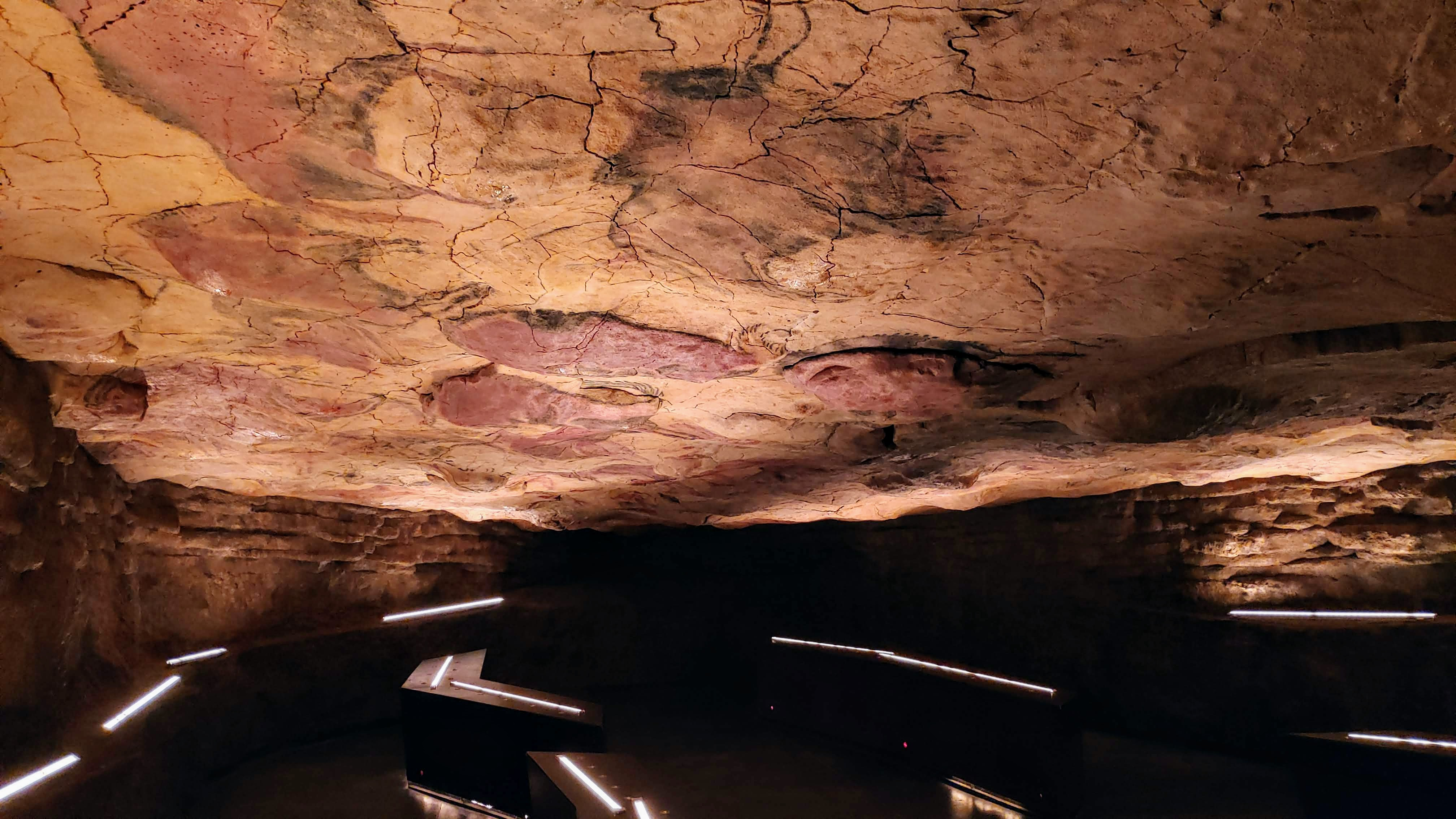
La Neocueva de Altamira, dentro del museo

El amplio número de personas que deseaba ver la cueva y el largo periodo de espera para acceder a ella (más de un año) hizo plantearse la necesidad de construir una réplica. Desde 2001, junto a la cueva se levantó el Museo Nacional y Centro de Investigación de Altamira, obra del arquitecto Juan Navarro Baldeweg. En su interior destaca la denominada Neocueva de Altamira, la reproducción más fiel que existe de la original y muy similar a como se conocía hace unos 15 000 años. En ella se puede contemplar la reproducción de las famosas pinturas del Gran techo de la cueva, llevada a cabo por Pedro Saura y Matilde Múzquiz, catedrático de fotografía y profesora titular de dibujo de la Facultad de Bellas Artes de la Universidad Complutense de Madrid, respectivamente. En esta reproducción se utilizaron las mismas técnicas de dibujo, grabado y pintura que emplearon los pintores paleolíticos, y la copia se llevó a tal extremo que durante el estudio de las originales se descubrieron nuevas pinturas y grabados.
Existen otras dos reproducciones de las pinturas realizadas de forma simultánea a partir de un trabajo de Pietsch en colaboración con la Universidad Complutense en la década de 1960, una se halla en una cueva artificial realizada en el jardín del Museo Arqueológico Nacional de España y la otra en el Deutsches Museum en Múnich. En Parque España en Japón —un parque de atracciones temático sobre España— se exhibe una copia parcial de las pinturas de la Gran sala ejecutada por Múzquiz y Saura e inaugurada en 1993. En el Parque de la Prehistoria de Teverga en Asturias, existe una fiel reproducción parcial del Gran techo de los mismos autores.
En 2002 la cueva se cerró al público a la espera de los estudios de impacto encargados. En la primera década del siglo XXI se produjo un amplio debate sobre la idoneidad de reabrir o no la cueva al público. El Ministerio de Cultura encargó un estudio sobre el estado de las pinturas y la conveniencia de programar visitas que se hizo público en 2010. En junio de ese mismo año ciertas noticias indicaron que el Patronato de la Cueva de Altamira confirmaba que sería abierta nuevamente, a pesar de que el CSIC recomendaba en sus conclusiones lo contrario. Finalmente no fue abierta en esa fecha y en agosto de 2012 se anunció que se realizaría un estudio sobre el impacto de las visitas, mientras quedaban limitadas al propio estudio y permisos especiales.
Las cuevas se abrieron de nuevo al público de forma experimental desde el 26 de febrero de 2014 hasta agosto del mismo año, estando limitada la entrada a sólo cinco visitantes por día y 37 minutos para evaluar el impacto.

### Impacto social

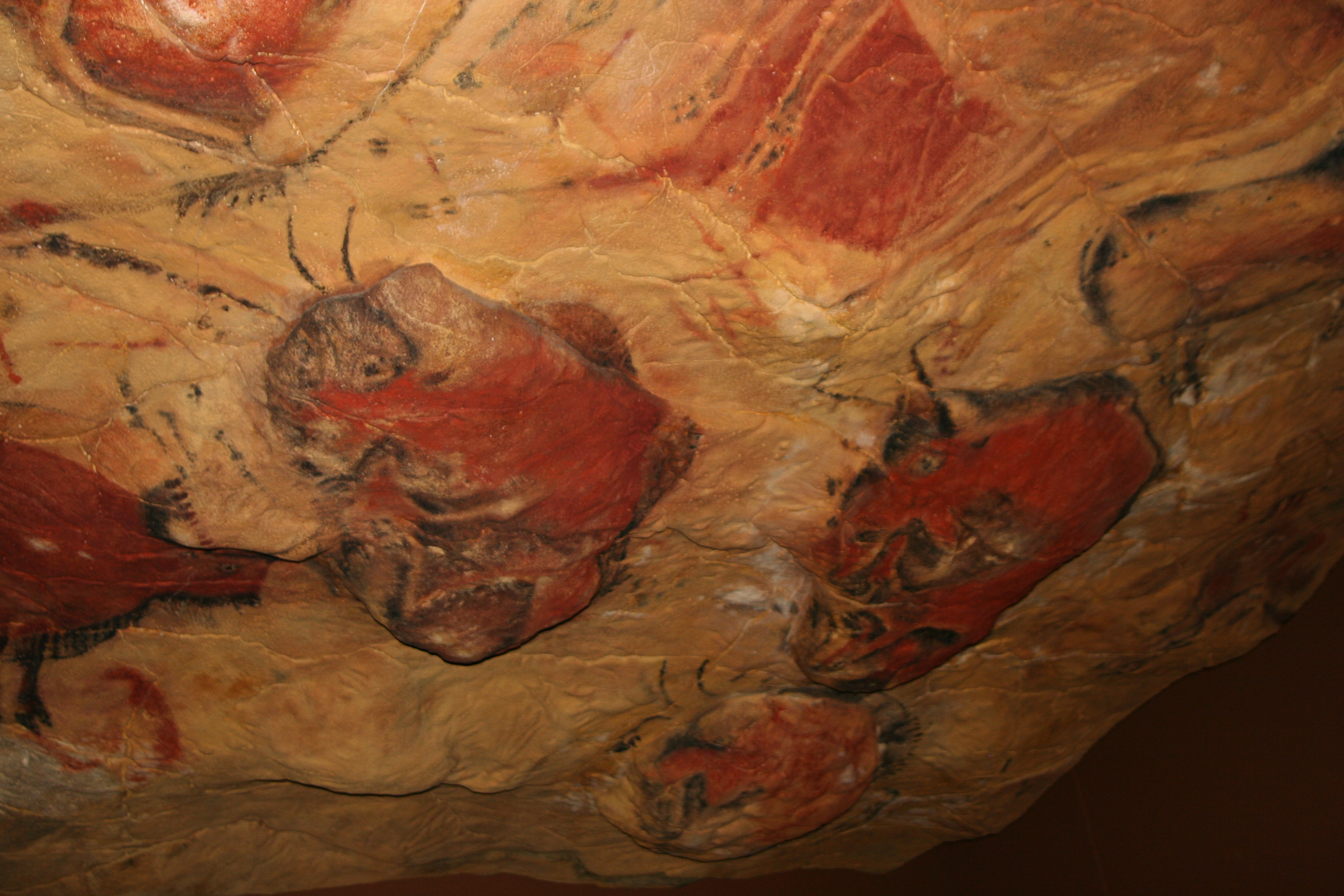
Reproducción del techo de la sala de los polícromos en el Deutsches Museum de Múnich

El arte paleolítico de la cueva de Altamira ha tenido una influencia en el ámbito social, más allá de la que ha tenido para los estudios prehistóricos. Por ejemplo, en el mundo de la pintura dio pie a la creación de la Escuela de Altamira de pintura moderna; y Picasso, después de una visita, exclamó: «Después de Altamira, todo parece decadente». Aunque otros artistas de ramas diversas también entendieron la importancia, así Rafael Alberti escribió un poema describiendo la sensación de la visita que realizó; en 1965 fue creado el personaje Altamiro de la Cueva, que daba nombre al tebeo del mismo nombre, donde se narraban las aventuras de un grupo de hombres prehistóricos de las cavernas, mostrados como gente moderna, pero vestidos en taparrabos; la banda de rock Steely Dan compuso una canción titulada «The Caves of Altamira» en su álbum The royal scam (1976).
Algunas de las pinturas polícromas de la caverna son estampas bien conocidas dentro de España. El logo utilizado por el gobierno autonómico de Cantabria está basado en uno de los bisontes de la cueva como promoción turística. El bisonte también ha sido usado por la marca de cigarrillos Bisonte, y es desde 2007, uno de los 12 Tesoros de España. En 2015, la Fábrica Nacional de Moneda y Timbre de España emitió una moneda conmemorativa de dos euros de su serie del Patrimonio de la Humanidad de la UNESCO con la figura de un bisonte de Altamira.
El 1 de abril de 2016 se estrenó la película Altamira, dirigida por el británico Hugh Hudson y protagonizada por el actor español Antonio Banderas, en donde se cuenta la historia del descubrimiento de la cueva y los problemas para su aceptación. A pesar de lo ambicioso del proyecto, y de su apoyo y promoción públicas, las críticas no fueron muy favorables, y de hecho la recaudación en su primera semana de exhibición no fue la esperada.
El 24 de septiembre de 2018, el buscador Google homenajeó la cueva de Altamira con un Google Doodle, visible desde España y algunos países hispanoamericanos.